# Ghetto Theresienstadt

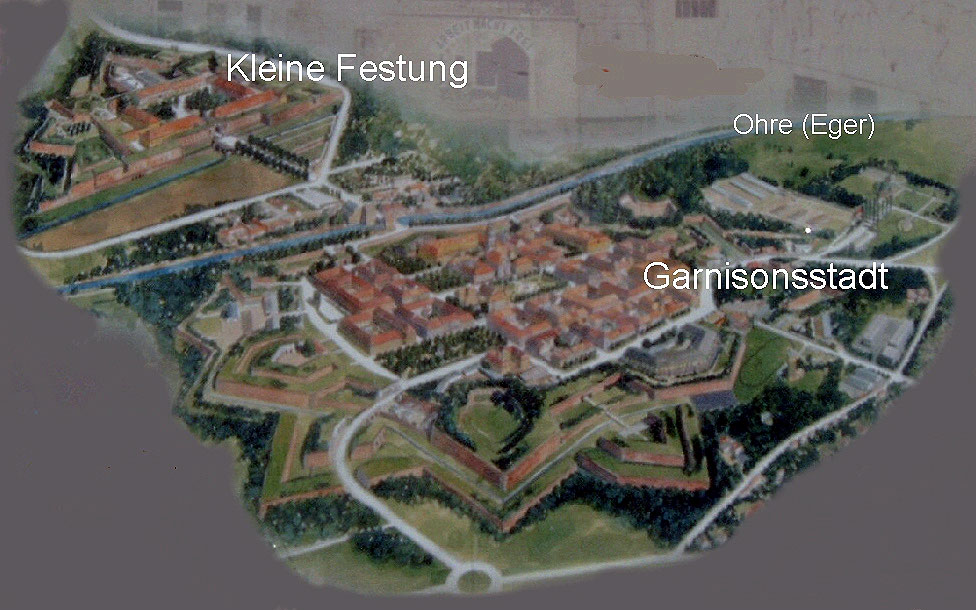
Plan von Theresienstadt 1940–1945

Das Ghetto Theresienstadt wurde während des Zweiten Weltkrieges im von den staatlichen Behörden im Protektorat Böhmen und Mähren genannten besetzten Teil der Tschechoslowakei durch die deutschen Besatzer im November 1941 in der ehemaligen österreichischen Garnisonsstadt von Theresienstadt (tschechischer Name Terezín) eingerichtet. Es war als Sammel- und Durchgangslager Teil des nationalsozialistischen Zwangslagersystems.
Die Bezeichnung „Ghetto“ oder „jüdischer Wohnbezirk“ verschleierte den Zweck des Lagers, weil es den Häftlingen einen längeren Aufenthalt suggerieren sollte. Schon 1955 betonte H. G. Adler, dass die Bezeichnung „Ghetto“ ausschließlich ein Tarnbegriff der Nationalsozialisten für diese Sonderform eines Konzentrationslagers war, der aber vielfach von anderen übernommen wurde. Das Lager war Teil des NS-Systems zur geplanten Vernichtung der Juden, der so verharmlosend titulierten „Endlösung der Judenfrage“. Zunächst sollte es der Aufnahme von Gefangenen aus der Tschechoslowakei dienen, bald wurden jedoch Menschen aus fast ganz Europa dorthin deportiert.
1940 wurde zunächst in der Kleinen Festung das Gestapo-Gefängnis Theresienstadt eingerichtet; im November 1941 entstand in der Garnisonsstadt ein so genanntes Ghetto zunächst vor allem für die jüdische Bevölkerung des besetzten Landes. Nach der Wannseekonferenz wurden seit 1942 in das Lager auch alte oder als prominent geltende Juden aus Deutschland und anderen besetzten europäischen Ländern deportiert. In der NS-Propaganda im Deutschen Reich wurde Theresienstadt zum „Altersghetto“ verklärt und während einer kurzen Phase als angebliche „jüdische Mustersiedlung“ verschiedenen ausländischen Besuchern vorgeführt. Die Belegstärke des „Altersghettos“ schwankte stark: Zwischen Herbst 1942 bis Ende 1943 waren oft deutlich mehr als 40.000 Menschen dort untergebracht. Viele Insassen wurden in den großen Vernichtungslagern ermordet.

## Internierung der jüdischen Bevölkerung

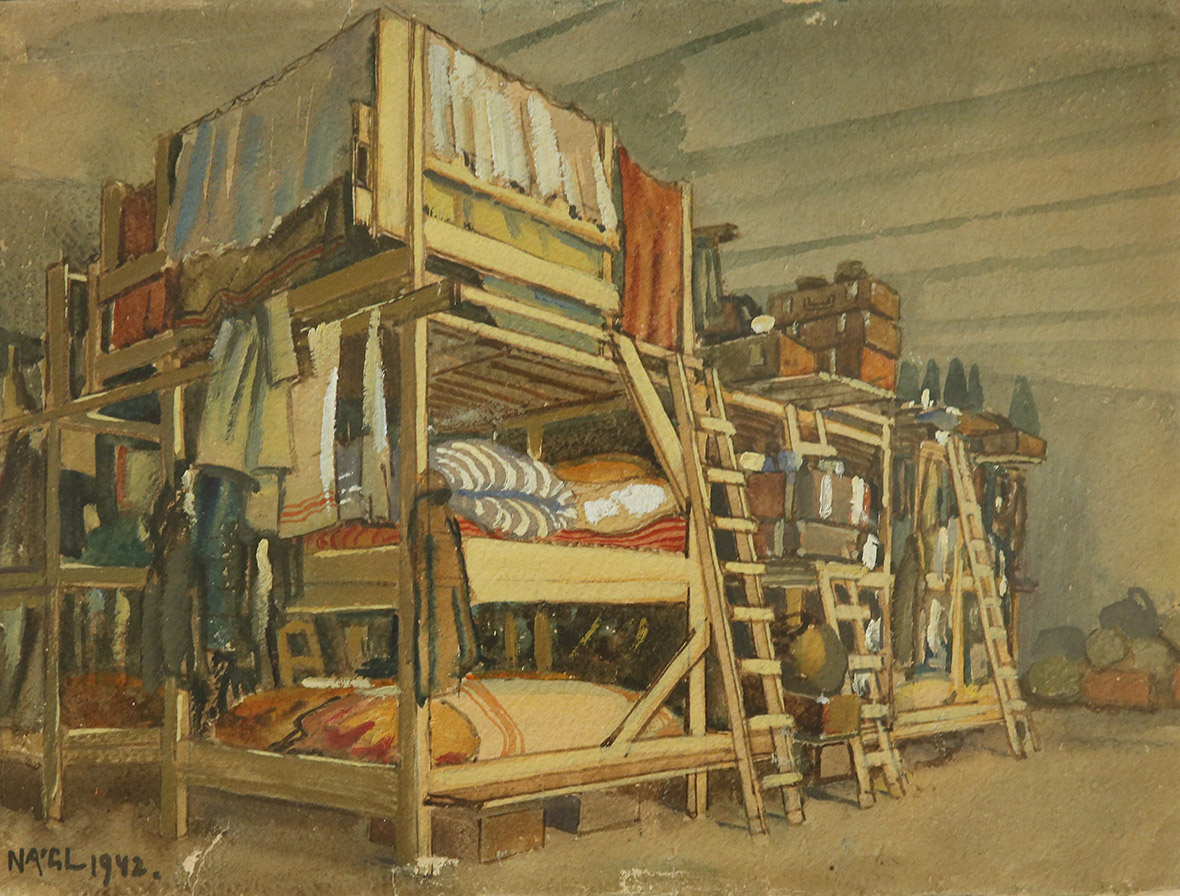
Gemälde des tschechischen Häftlings František Mořic Nágl (1942)

Theresienstadt wurde Ende des 18. Jahrhunderts als eine Festungsanlage von Kaiser Joseph II. erbaut. Sie gliederte sich in zwei Teile: die Garnisonsstadt und die Kleine Festung. Nach der Zerschlagung der Tschechoslowakei ab 1938 und der Bildung des Protektorats Böhmen und Mähren im März 1939 durch das nationalsozialistische Deutsche Reich wurde im Juni 1940 ein Gefängnis der Gestapo in der Kleinen Festung eingerichtet.
Am 10. Oktober 1941 beschlossen unter anderem Adolf Eichmann und Hans Günther, sein Leiter der „Zentralstelle für jüdische Auswanderung in Prag“ (ab dem 20. August 1942 Zentralamt für die Regelung der Judenfrage), ganz Theresienstadt in ein Sammel- und Durchgangslager für Juden aus dem Protektorat Böhmen und Mähren umzuwandeln. Als solches unterschied es sich zunächst nicht von den Durchgangslagern in den anderen von Deutschland besetzten Ländern. Im Dezember 1941 folgte das Auswanderungsverbot für Juden aus dem Protektorat Böhmen und Mähren. Die ursprüngliche Stadtbevölkerung musste ihre Wohnungen nach einem Räumungsbefehl vom 16. Februar 1942 verlassen. Das „Sammellager (Ghetto)“ in der ehemaligen Garnisonsstadt wurde von der Gestapo sehr schnell mit Juden aus dem gesamten Protektorat gefüllt. Theresienstadt wurde zu einem Lager unter „jüdischer Selbstverwaltung“ erklärt, was praktisch bedeutete, dass die Gefangenen selbst für Unterbringung, Nahrung, medizinische Versorgung oder die Betreuung und Verpflegung der Kinder sorgen mussten. Auf dem Papier wurde das Ghetto durch einen „Ältestenrat“ verwaltet, der durch den „Judenältesten“ geleitet wurde. In Wahrheit unterlagen alle Entscheidungen dem von Günther eingesetzten SS-Lagerkommandanten. Günther wiederum unterstand als hoher SS-Führer einerseits in der lokalen Struktur des Protektorats dem Polizeichef und gleichzeitig als Judenbeauftragter dem Eichmannreferat im Reichssicherheitshauptamt (RSHA).
Die ersten tschechischen Juden wurden als ein Aufbaukommando aus Prager Gefängnissen in das „Sammellager (Ghetto)“ deportiert. Dieses hatte die Aufgabe, die Nutzung als Lager vorzubereiten und einen „Judenrat“ als interne Verwaltungsorganisation zu schaffen. Die Zahl der hierhin deportierten Juden aus dem Protektorat wuchs rasch an. Schon im Mai 1942 waren mehr als 28.000 Juden deportiert worden und im September 1942 bereits über 58.000 Menschen auf einem Raum interniert, der zuvor 7.000 Einwohner hatte. Davon waren 30.000 Personen Alte und Kranke, von diesen waren 4.000 invalide und 1.000 blind. Viele besaßen nicht einmal einen eigenen Schlafplatz.
Die Gesamtzahl der Personen, die hier bis Mai 1945 eingesperrt wurden, betrug etwa 141.000, darunter 70.000 alte Menschen und etwa 9.000 Kinder. Während der letzten Kriegstage trafen noch einmal 13.000 weitere Gefangene ein, die aus von der SS liquidierten Konzentrationslagern im Deutschen Reich und Polen nach Theresienstadt „verfrachtet“ worden waren.

## Zahl der Internierten
Die Zahl der Betroffenen gliedert sich folgendermaßen:
| Land                              | Zahl der Internierten |
| --------------------------------- | --------------------- |
| Böhmen und Mähren                 | 73.500                |
| Deutsches Reich                   | 42.821                |
| Österreich                        | 15.266                |
| Niederlande                       | 4.894                 |
| Slowakei                          | 1.447                 |
| Bialystok (Kinder)                | 1.260                 |
| Ungarn                            | 1.150                 |
| Dänemark                          | 476                   |
| Sonstige                          | 20                    |
| Geburten und unbeständige Zugänge | 247                   |
| Gesamt                            | 141.184               |

An der Tatsache, dass das Ghetto Teil des Vernichtungsfeldzuges gegen die jüdische Bevölkerung war, änderte sich durch die Propaganda nichts. Ein Viertel der Gefangenen des Ghettos Theresienstadt (etwa 33.000) starben dort vor allem wegen der entsetzlichen Lebensumstände. Etwa 88.000 Häftlinge wurden nach Auschwitz und in andere Vernichtungslager wie Treblinka, Majdanek oder Sobibor deportiert. Davon überlebten nur ca. 4.000 Menschen den Krieg. Unter den Toten waren auch viele tausend Kinder.

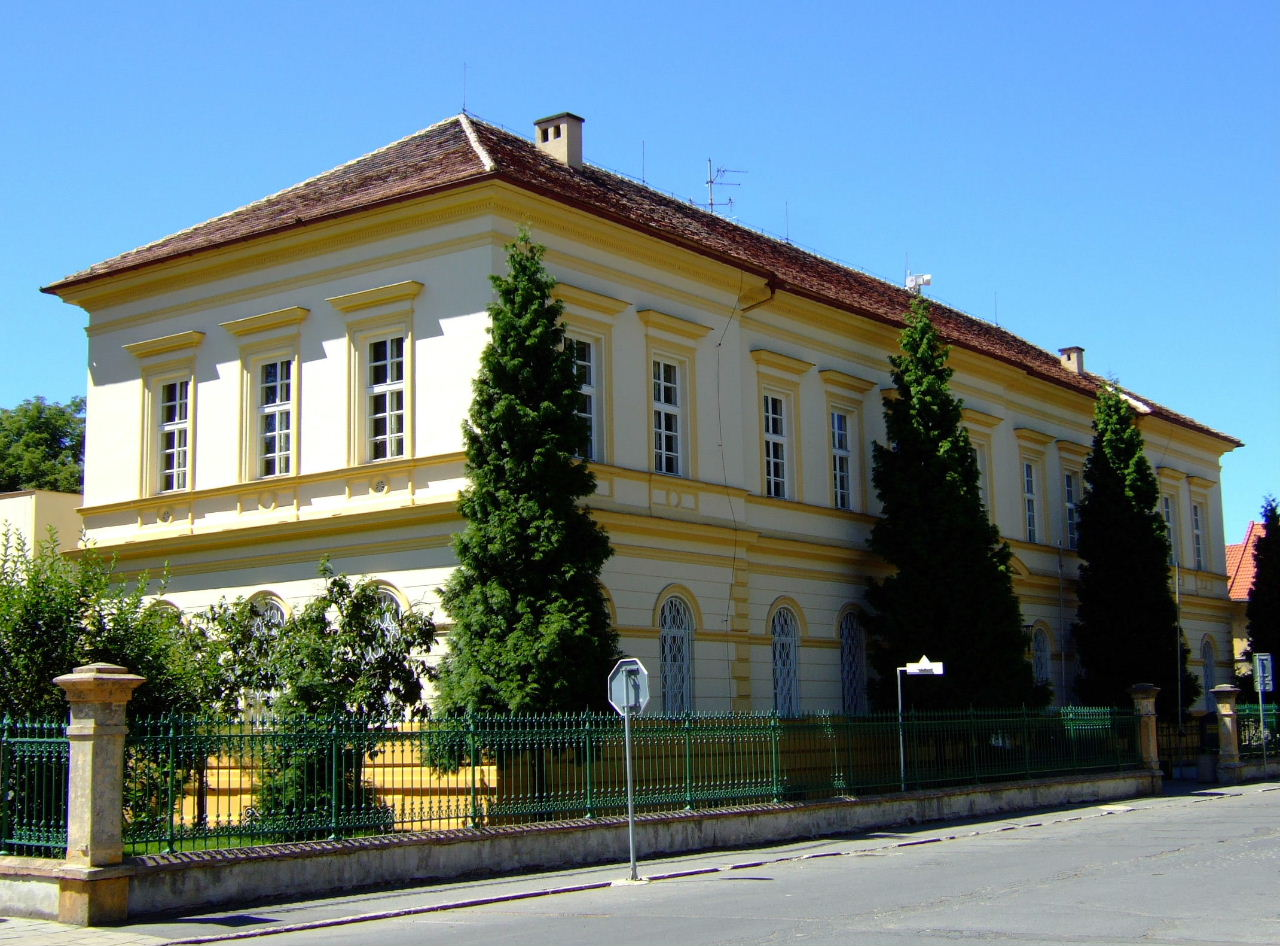
Die ehemalige Schule in Terezín – heute Sitz des Ghetto-Museums

Das weitere Schicksal dieser Menschen in genauen Zahlen:
| Abgänge                                | Zahl   |
| -------------------------------------- | ------ |
| in Vernichtungslager deportiert        | 88.202 |
| in Theresienstadt gestorben            | 33.456 |
| befreit                                | 1.654  |
| geflohen                               | 764    |
| festgenommen und vermutlich umgebracht | 276    |
| am 9. Mai 1945 übriggeblieben          | 16.832 |

Am 8. Mai 1945 befreite die Rote Armee das Ghetto.

## Propaganda
Theresienstadt hatte als Konzentrationslager eine Sonderstellung. Für die Nazis diente es als „Vorzeige-“ und „Altersghetto“. Aufgrund dieser Stellung war die Behandlung der Häftlinge in Theresienstadt im Vergleich mit anderen Konzentrationslagern der Nazis vergleichsweise „milde“.
In der Wannsee-Konferenz wurde die Garnisonsstadt als „Altersghetto“ für prominente und alte Juden aus Europa vorgesehen. Sie wurden gezwungen, ihren Wohnraum zu kaufen. Auch viele Veteranen des Ersten Weltkrieges, insbesondere auch Träger des Eisernen Kreuzes, wurden hierher deportiert. Einen großen Teil der Gefangenen stellten aber jüdische Familien, die aus Böhmen und Mähren deportiert worden waren.
Im Oktober 1943 wurden 476 Juden aus Dänemark nach Theresienstadt deportiert. Die meisten dänischen Juden konnten noch nach der Besatzung durch Nazi-Deutschland nach Schweden flüchten und wurden dabei von der dänischen Bevölkerung vorbildlich unterstützt (siehe Rettung der dänischen Juden). Als die dänische Regierung auf einer Inspektion des Internationalen Komitees vom Roten Kreuz bestand, ließ man Theresienstadt monatelang zum „Vorzeigeghetto“ verschönern, um Berichte über Gräueltaten und entsetzliche Lebensbedingungen zu widerlegen.
Um den Eindruck der Überbevölkerung zu nehmen, wurden im Vorfeld des Besuches die Transporte von Häftlingen aus Theresienstadt nach Auschwitz verstärkt. Diese nach Auschwitz verbrachten Juden wurden dort zunächst im separaten sogenannten „Theresienstädter Familienlager“ in Auschwitz-Birkenau untergebracht, um sie bei eventuellen Nachfragen des Roten Kreuzes präsentieren zu können. Nach Ende der Kontrollen wurde dieses Lager liquidiert und die Insassen ermordet.
In Theresienstadt selbst wurden für die Dauer der „Vorführung“ Cafés eingerichtet und eine Kinderoper Brundibár des tschechischen Komponisten Hans Krása einstudiert und aufgeführt.
Im Anschluss wurde der Film Theresienstadt. Ein Dokumentarfilm aus dem jüdischen Siedlungsgebiet inszeniert. Am 26. Februar 1944 wurde mit den Dreharbeiten begonnen. Mit der Regie wurde Kurt Gerron beauftragt. In dem Film sollte gezeigt werden, wie gut es den Juden unter den „Wohltaten“ des Dritten Reiches ging. Nach den Dreharbeiten wurden die meisten Schauspieler und auch Gerron selbst ins Vernichtungslager von Auschwitz deportiert. Am 23. Juni 1944 besuchten der Schweizer Maurice Rossel und die Dänen Frants Hvass und Eigil Juel Henningsen, begleitet von einem deutschen Rot-Kreuz Vertreter und einer Gruppe hochrangiger SS-Offiziere das Lager.
Im Zeichensaal der Technischen Kanzlei wurden bis zu 25 inhaftierte Künstler im Auftrag der Lager-SS gezwungen, Progagandamaterial zu erstellen, welches das offizielle Bild von den guten Lebensbedingungen in Theresienstadt stützen sollten. Diesen gelang es, neben den offiziellen Arbeiten heimlich tausende Zeichnungen und Grafiken über den Ghettoalltag und sein Grauen anzufertigen. Als es 1944 gelang, einzelne dieser Zeichnungen in die Schweiz zu schmuggeln, fielen einige Zeichnungen der SS in die Hände. Am 17. Juli 1944 wurden im Zuge der „Affäre der Maler von Theresienstadt“ vier der Zeichner festgenommen. Adolf Eichmann warf ihnen persönlich ‚Greuelpropaganda‘ vor. Ferdinand Bloch wurde in der Kleinen Festung nach den Folterungen ermordet, Otto Ungar wurde die rechte Hand verstümmelt, danach wurde er zusammen mit Leo Haas und Bedřich Fritta nach Auschwitz deportiert. Leo Haas überlebte als einziger und rettete im Sommer 1945 die vergrabenen und eingemauerten Zeichnungen und Malereien.
Kurz vor Kriegsende gelang es dem Internationalen Komitee vom Roten Kreuz nach langen Verhandlungen mit der SS, Juden aus Theresienstadt in neutrale Länder zu bringen. 1.200 Juden konnten am 6. Februar 1945 in die Schweiz ausreisen. Am 15. April wurden die bis dahin überlebenden dänischen Juden im Rahmen der Rettungsaktion der Weißen Busse nach Schweden entlassen. Für knapp zwei Wochen übergab die SS die Verantwortung für Theresienstadt dem Roten Kreuz, am 8. Mai 1945 befreite die Rote Armee das Ghetto.
Heute ist die ehemalige Garnisonsstadt wieder eine städtische Siedlung; in den Anlagen der Kleinen Festung besteht eine staatliche Gedenkstätte.

## Kleine Festung

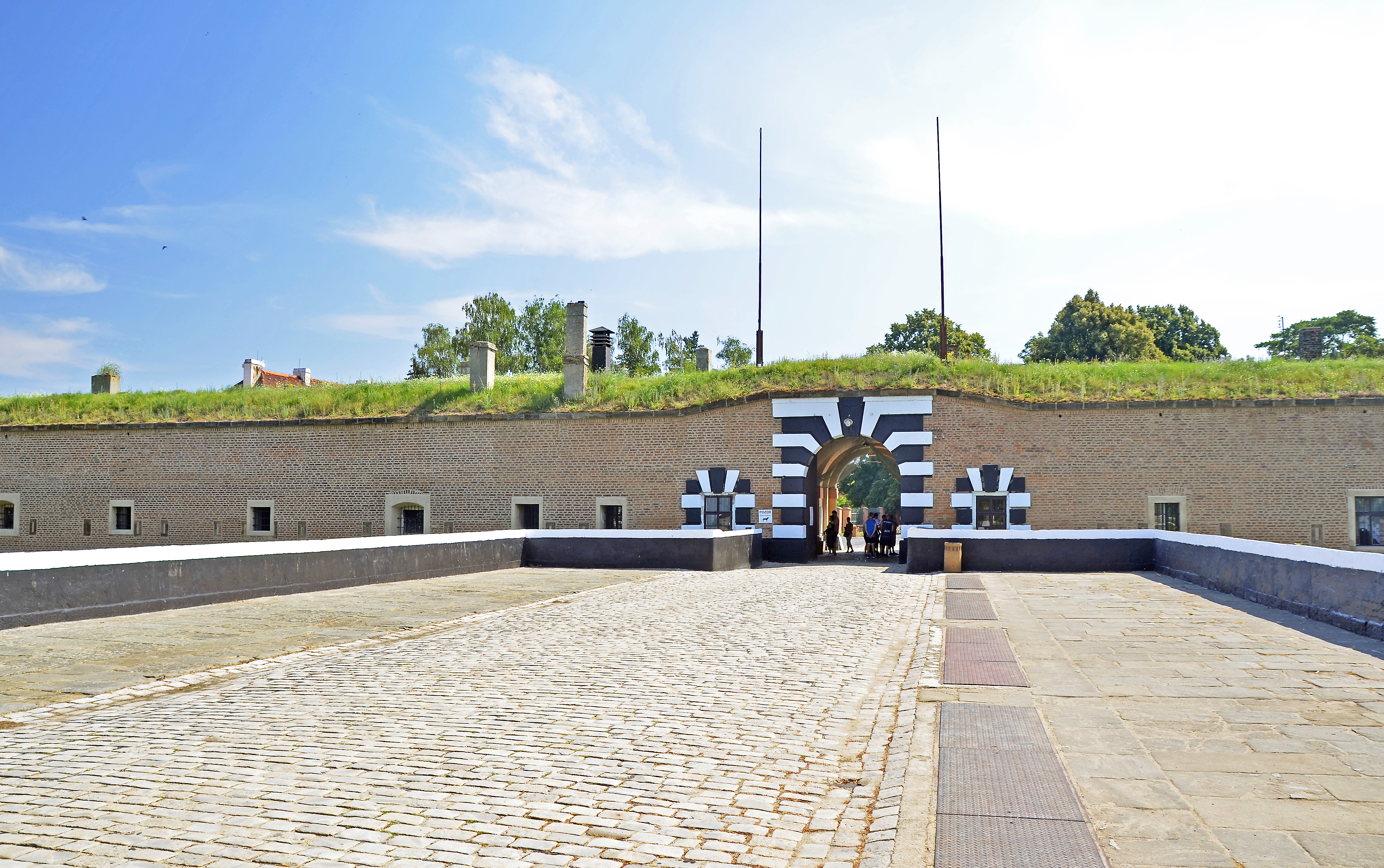
Tor der Kleinen Festung

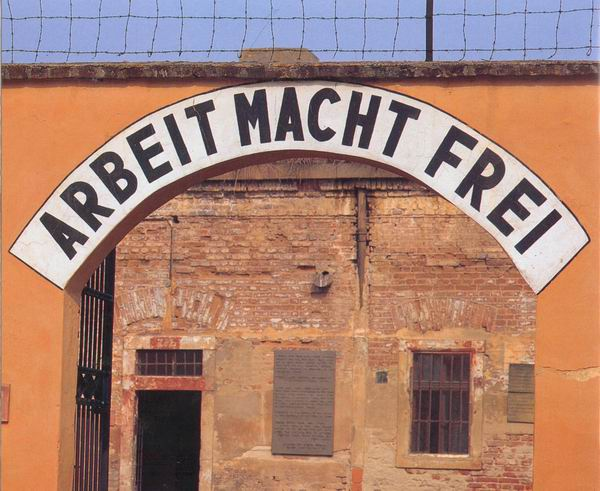
Inschrift „Arbeit macht frei“ über dem Eingang zum „Hof I“ der Kleinen Festung

Während der Okkupation Böhmens und Mährens durch das Dritte Reich wurde im Juni 1940 in dem Brückenkopfbauwerk Kleine Festung das Gestapo-Gefängnis Theresienstadt eingerichtet. Kommandant des Gestapo-Gefängnisses war seit dessen Einrichtung SS-Hauptsturmführer Jöckel, der die 1. Kompanie des SS-Wachbataillons Böhmen und Mähren kommandierte. Er unterstand dem jeweiligen Höheren SS- und Polizeiführer von Böhmen und Mähren (HSSPF) in Prag.
Eine Gruppe von Juden aus dem Rheinland kamen am 4. Oktober 1944 – „irrtümlicherweise“ – in der Kleinen Festung und nicht im „Ghetto“-Teil in einem Transport aus Köln an. Aufgrund dieses Irrtums wurden fast alle aus dieser Gruppe ermordet.
Jan Merell berichtet über das Schicksal der Juden, die direkt in die Kleine Festung kamen oder aber erst in das Ghetto eingeliefert und dann mit dem Vermerk „RU“ (Rückkehr unerwünscht) in das Gestapo-Gefängnis überstellt wurden. Merell führt dazu aus: „Juden, die aus dem Getto in die Kleine Festung kamen, waren zur Vernichtung bestimmt, so daß nur wir, die wir mit dem Leben davonkamen, unsere Stimmen erheben können, um Zeugnis abzulegen von ihrem großen Leiden. Die Kleine Festung war eine Durchgangsstation zwischen Untersuchungshaft und Einlieferung in ein KZ, oder in ein Gefängnis, so daß die Häftlinge für gewöhnlich nicht lange dort blieben. Ich aber verbrachte volle vierzehn Monate dort, so daß ich mehr Gelegenheit als die meisten anderen hatte, Zeuge der unmenschlichen Grausamkeiten zu werden, die die Nationalsozialisten an den Häftlingen, besonders aber an den Juden, begingen.“

## Ghetto in der Garnisonsstadt
Die Rolle Theresienstadts zwischen 1941 und 1945 hing eng mit den Plänen der Nationalsozialisten zusammen, dass „im Zuge der praktischen Durchführung der Endlösung (der Judenfrage)“ – so die Formulierung im Protokoll der Wannsee-Konferenz – „Europa vom Westen nach Osten durchgekämmt“ werden sollte. Neben dem Reichsgebiet wurde dabei auf der Wannsee-Konferenz dem Protektorat Böhmen und Mähren hohe Priorität zugewiesen.
Im Protektoratsgebiet lebten ungefähr 88.000 Juden. Über ihr Schicksal wurde in Prag im Oktober 1941 entschieden. Am 10. und 17. Oktober dieses Jahres fanden auf dem Prager Hradschin in den Diensträumen des gerade ernannten Stellvertretenden Reichsprotektors Reinhard Heydrich zwei Besprechungen statt, in denen es um die „Lösung der Judenfrage“ ging. Neben Heydrich nahmen daran hochrangige Nationalsozialisten teil, darunter SS-Gruppenführer Karl Hermann Frank und der SS-Sturmbannführer Adolf Eichmann. Das Protokoll der Sitzung vom 17. Oktober 1941 hält die kurzfristige und die langfristige Planung im Hinblick auf die Rolle Theresienstadts fest:
„Zunächst wird ein Transport von 5000 Juden nach Litzmannstadt evakuiert. Ein Teil ist bereits fort. Wenn alle 5000 fort sind, soll eine kurze Pressenotiz darüber in die Zeitung kommen, aber in geschickter Weise, es muß darin zum Ausdruck kommen, wie schnell die reichsdeutsche Arbeit abrollt. Dann soll eine kurze Pause erfolgen, um die Vorbereitungen zur weiteren Evakuierung, bzw. Gettoisierung nicht zu stören. In der Zwischenzeit werden die Juden aus Böhmen und Mähren in je einem Durchgangslager gesammelt für die Evakuierung. Für diesen Zweck ist von dem Wehrmachtsbevollmächtigten beim Reichsprotektor Theresienstadt von allen Wehrmachtsteilen völlig freigemacht worden. Den dortigen Tschechen ist nahegelegt, anderswohin zu ziehen. Falls der Grund und Boden nicht sowieso schon Reichseigentum ist, wird er von der Zentralstelle für jüdische Auswanderung aufgekauft und damit deutscher Grundbesitz. In Theresienstadt werden bequem 50.000 bis 60.000 Juden untergebracht. Von dort kommen die Juden nach dem Osten.“
Ein zweites Lager war im mährischen Kyjov (bzw. Lager Svatobořice) geplant. Dieses Lager wurde jedoch nicht mehr gebraucht, weil die Transporte nach Theresienstadt schneller abliefen als geplant. So konnte schon am 14. April 1942 der Befehlshaber der Sicherheitspolizei und des Sicherheitsdienstes (SD) das Innenministerium in Prag davon verständigen, dass „unter den gegenwärtigen Verhältnissen die Errichtung eines zweiten Konzentrationslagers für Juden aus dem Protektorat nicht erwogen werde“.
Nach den damaligen Plänen sollte Theresienstadt die Funktion eines Durchgangslagers für die böhmischen und mährischen Juden nur vorübergehend übernehmen. „Nach der völligen Evakuierung der Juden“, heißt es in dem Protokoll weiter, „wird Theresienstadt dann entsprechend einem fertigen Plan von Deutschen besiedelt und ein Mittelpunkt deutschen Lebens werden.“
Die Entscheidung für Theresienstadt hing eng mit der Lage und dem Charakter des Ortes zusammen. Er lag in unmittelbarer Nähe der Grenze des Protektorates zum Reichsgau Sudetenland und war über den Bahnhof Bauschowitz an der Eger an das Bahnnetz angebunden, so dass der Transport nach Theresienstadt und aus Theresienstadt heraus leicht zu organisieren war.
In der Garnisonsstadt lebten 1941 etwa 3500 Einwohner. Ebenso viele Soldaten – zu diesem Zeitpunkt Soldaten der deutschen Wehrmacht – waren im Herbst aus den örtlichen Kasernen abgezogen worden. Umgeben ist Theresienstadt von mächtigen, völlig unzerstörten Festungsmauern und der Ort besitzt eine große Zahl von Kasematten und unterirdischen Gängen, so dass die Nationalsozialisten ein Minimum an SS-Leuten brauchten, um die Häftlinge zu bewachen. Sollte es zu einem Ernstfall kommen, konnte darüber hinaus die SS-Garnison in der Kleinen Festung eingesetzt werden.

## Konzentrationslager oder Ghetto?
War die Funktion von Theresienstadt in den Beschlüssen der Nationalsozialisten klar bestimmt als Sammel- und Durchgangslager, so galt das für die Bezeichnung nach außen nicht. Schwankt das Protokoll der Prager Oktoberkonferenzen von 1941 noch zwischen „Sammellager“, „Durchgangslager“ und „Ghetto“, so setzte sich in den folgenden Jahren schließlich „Getto“ bzw. „Ghetto“ immer mehr durch. Die damit beabsichtigte Täuschung der Opfer ließ sich auf diese Weise sehr viel leichter vollziehen als mit anderen Bezeichnungen. Dazu kam, dass von jüdischer Seite der Name „Ghetto“ oder auch „Judensiedlung“ für Theresienstadt aufgegriffen wurde. So heißt es in einem Papier der Abteilung „G“ der Prager Kultusgemeinde, die auf jüdischer Seite im Herbst 1941 Vorschläge für die Organisation in Theresienstadt ausarbeitete und diese dann dem späteren Kommandanten, SS-Obersturmführer Siegfried Seidl, unterbreitete: „Der Ghettoverwaltung obliegt die Betreuung aller Juden im Ghetto. Ihre Aufgaben sind eigener und übertragener Funktion. In eigener Funktion hat sie die innere Organisation durchzuführen, durch Selbstverwaltung die Verwaltung der Siedlung zu handhaben…“ Und weiter: „Organe der Siedlung sind, a.) Die Leitung (…) b.) Der Ältestenrat…“

## Von der „Lagerkommandantur“ zum „Dienststellenleiter“

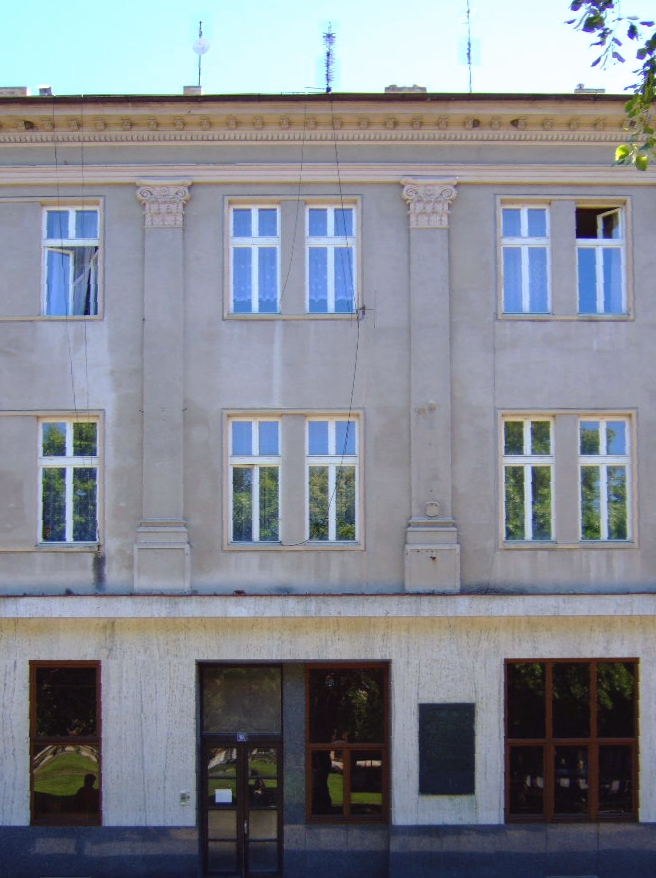
Neue Gasse 14 – bis 1945 Sitz der SS-Kommandantur – im Keller befanden sich die „Bunker“, in denen Häftlinge verhört und gefoltert wurden

Nach außen hin stand das Lager Theresienstadt unter „jüdischer Selbstverwaltung“, nämlich unter der Leitung eines „Judenrats“. Der „Judenälteste“ (von 1941 bis Januar 1943 Jakob Edelstein, danach bis zu seiner Ermordung in der Kleinen Festung im September 1944 Paul Eppstein, zuletzt bis zur Übernahme der Ghettoverwaltung durch das Rote Kreuz am 5. Mai 1945 Benjamin Murmelstein) war intern allerdings der SS-„Lagerkommandantur“ gegenüber berichtspflichtig und an deren (meist mündlichen) Weisungen gebunden. Die Kommandantur ihrerseits unterstand der „Zentralstelle für jüdische Auswanderung in Prag“ unter Leitung von Hans Günther.
Als Lagerkommandant (später als „Dienststellenleiter“ bezeichnet, um den KZ-Charakter des Ghettos zu verschleiern) fungierte zunächst SS-Hauptsturmführer Siegfried Seidl, danach von Juli 1943 bis Februar 1944 SS-Obersturmführer Anton Burger und schließlich SS-Obersturmführer Karl Rahm. Rahm organisierte in dieser Eigenschaft auch die „Verschönerungsarbeiten“ im Ghetto, vor den zwei Besuchen von Abgesandten des Internationalen Komitees vom Roten Kreuz (IKRK) im Juni 1944 und im April 1945.
Dem Kommandanten waren etwa 20 SS-Männer sowie etwa 100 tschechische Gendarmen unterstellt. Letztere hatten die Aufgabe, die Sperren und Zugänge der Festung zu überwachen. Die tschechischen Gendarmen berichteten als erste über Hinrichtungen und die Massengräber im Lager Theresienstadt. In einem Fall erschienen 1942 dazu sogar Fotos, die der Stabswachtmeister Karel Salaba heimlich aufgenommen hatte, in einer Schweizer Zeitung.

## Sammel- und Durchgangslager für die tschechischen Juden

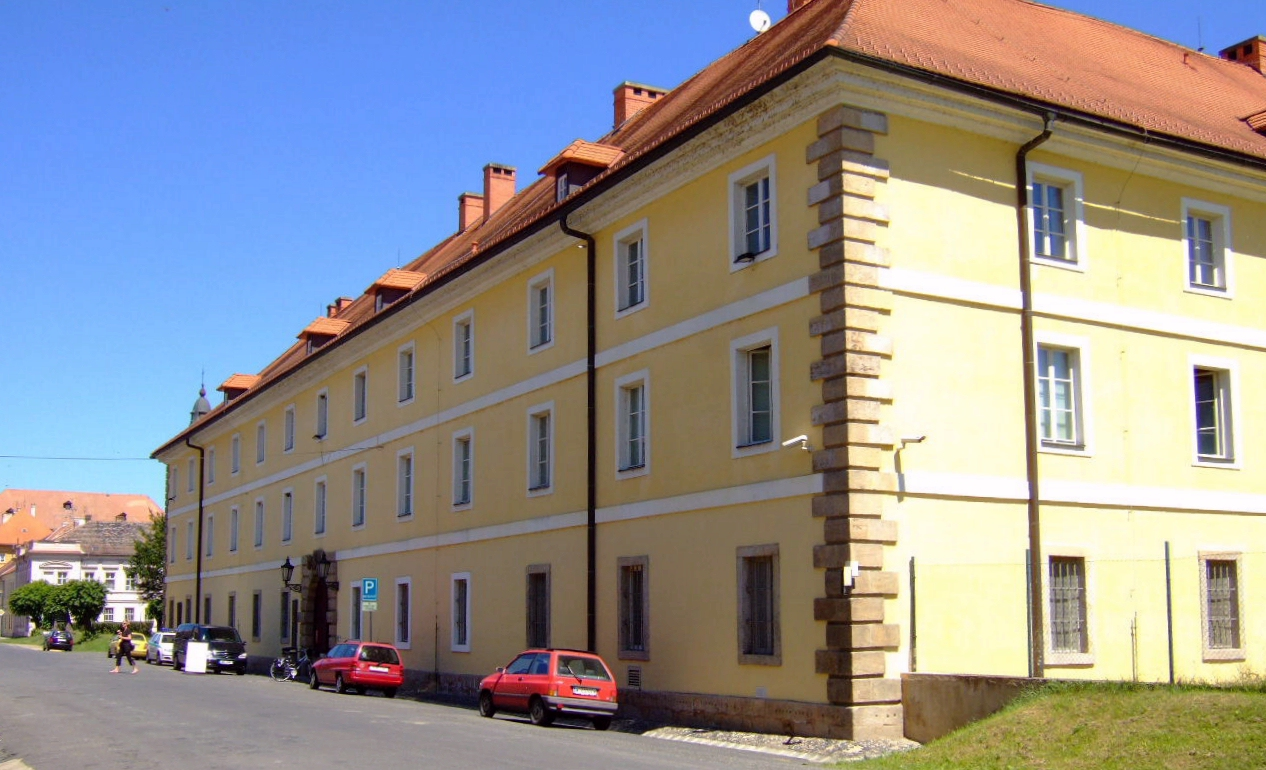
„Magdeburger Kaserne“ – neben der Unterkunft für unzählige Häftlinge war dort der Sitz der „jüdischen Selbstverwaltung“

Um in Theresienstadt Platz für die deportierten Juden zu machen, wurden als erstes die deutschen Soldaten aus den Kasernen der Garnisonsstadt abgezogen. Am 24. November 1941 kamen die ersten tschechischen Juden mit dem sogenannten „Aufbaukommando“ aus Prag. Sie hatten die Aufgabe, die Garnisonsstadt an die Nutzung als Lager anzupassen und einen „Judenrat“ zu schaffen. Ein Mitglied dieses Kommandos war ein junger tschechischer Student, Miroslav Kárný, der Theresienstadt überlebt und später durch seine Studien und Veröffentlichungen dazu beigetragen hat, das Bild über das Theresienstädter Konzentrationslager zu präzisieren.
Nachdem das Aufbaukommando seine Aufgabe erfüllt hatte, wuchs die Zahl der nach Theresienstadt deportierten Juden aus dem nun deutschen Gebiet des Protektorats Böhmen und Mähren rasch an. Um weiteren Platz zu schaffen, wurden im Frühjahr 1942 die noch verbliebenen tschechischen Bewohner aus ihren Häusern und Wohnungen vertrieben und schon im Mai 1942 waren fast ein Drittel der im Reichsprotektorat lebenden Juden, mehr als 28.000 Menschen, nach Theresienstadt deportiert worden. Die Züge liefen über den zwei Kilometer südlich gelegenen Bahnhof von Bohušovice (dt.: Bauschowitz).
Der erste „Transport in den Osten“ von 1000 Häftlingen fand am 9. Januar 1942 statt. Diesen und alle weiteren Transporte ordnete die SS-Lagerkommandantur auf Weisung aus Berlin an. Darin waren die Richtlinien hinsichtlich Zahl und Kategorie der Häftlinge enthalten. Die Auswahl der Häftlinge, die weiter in den Osten deportiert werden sollten, musste im Rahmen dieser Bestimmungen die „jüdische Selbstverwaltung“ treffen.

## „Altersghetto“ für ausgesuchte deutsche Juden

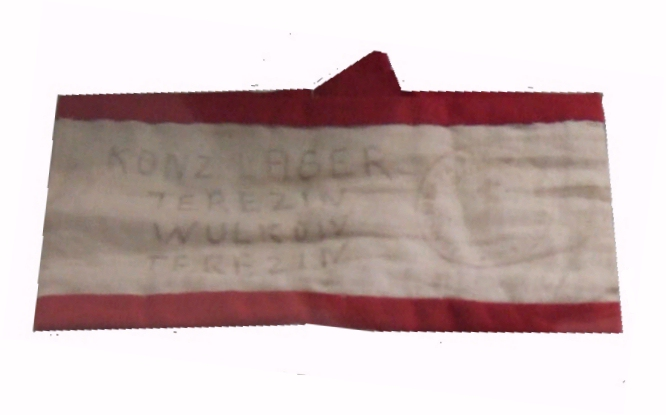
Armbinde mit der Aufschrift „KONZ LAGER TEREZIN – WULKOW – TEREZIN“

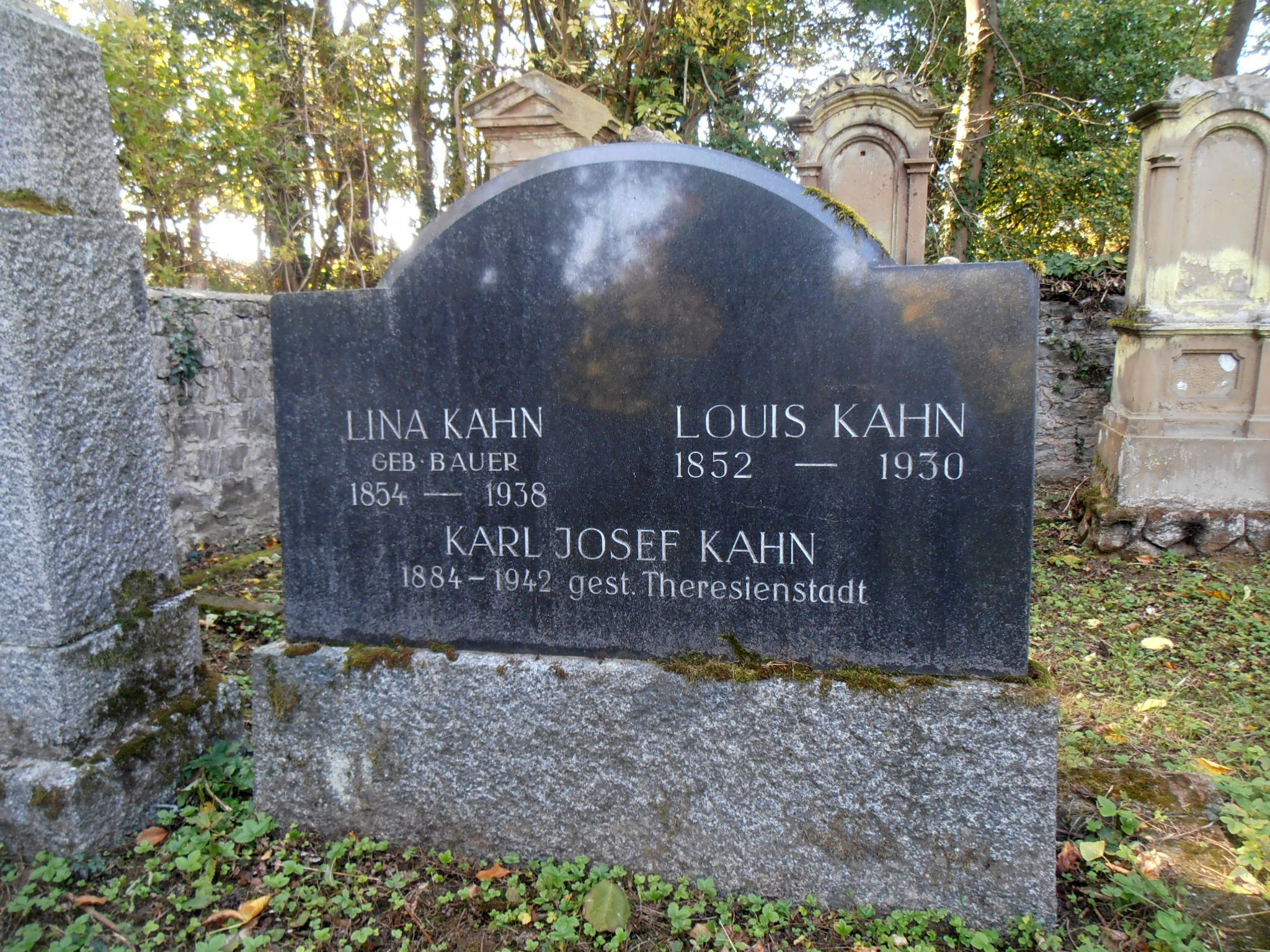
Grab der Familie Kahn auf dem Jüdischen Friedhof Bad Wimpfen mit Erinnerung an ein 1942 in Theresienstadt gestorbenes Familienmitglied

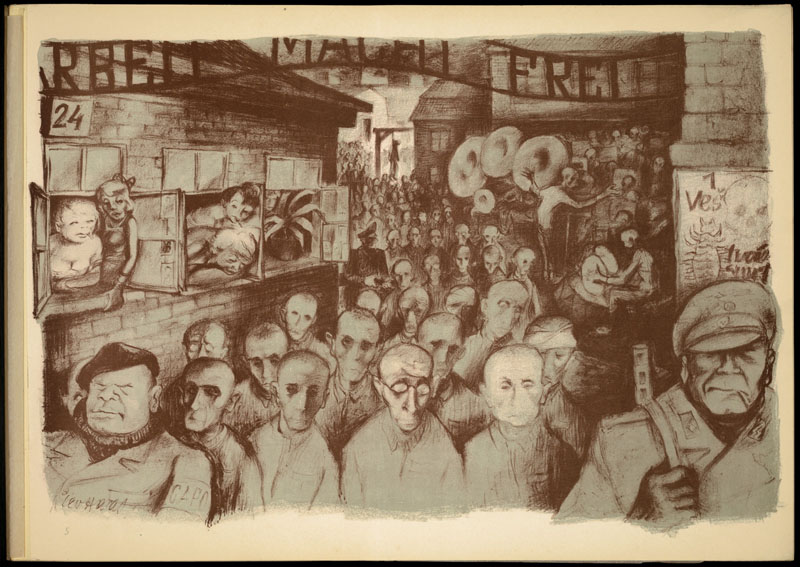
Lithographie von Leo Haas (1901–1983), Holocaust-Künstler, der Theresienstadt und Auschwitz überlebte

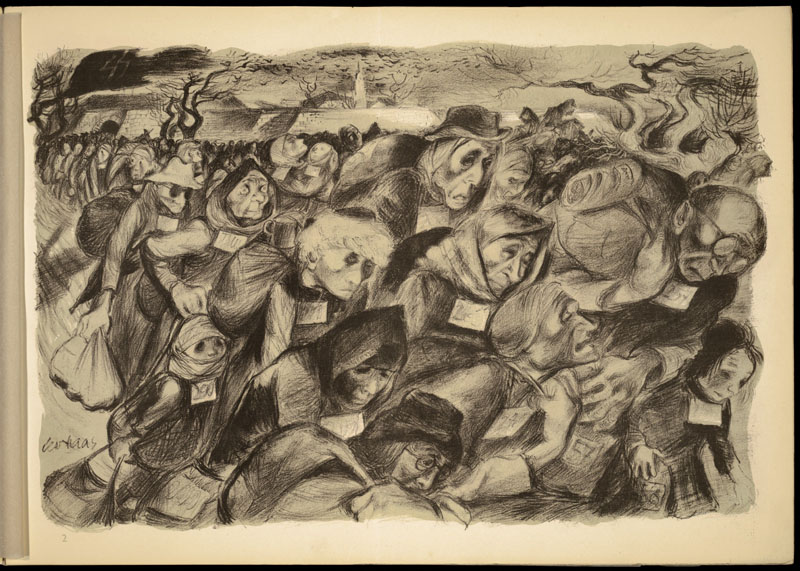
Lithographie von Leo Haas (1901–1983), Holocaust-Künstler, der Theresienstadt und Auschwitz überlebte

Die erste Erwähnung der Idee, dass aus Theresienstadt neben dem Sammel- und Durchgangslager für die Juden aus Böhmen und Mähren auch ein Lager für ausgesuchte deutsche Juden werden sollte, ist in einer Tagebucheintragung von Joseph Goebbels vom 18. November 1941 zu sehen. Es ging darum, dass die Deportation von tausenden von jüdischen Bürgern zu „Arbeitseinsätzen im Osten“ wenig plausibel erscheint, wenn sie sehr alte und nicht mehr arbeitsfähige Menschen umfasst. Bei Goebbels heißt es: „Heydrich berichtete mir über seine Absichten bezüglich der Abschiebung der Juden aus dem Reichsgebiet. Die Frage läßt sich schwieriger an als wir zuerst vermutet hatten. 15.000 Juden müssen sowieso in Berlin bleiben, da sie bei kriegswichtigen und gefährlichen Arbeiten beschäftigt sind. Auch eine Reihe von alten Juden können nicht mehr nach dem Osten abgeschoben werden. Für sie soll ein Judenghetto in einer kleinen Stadt im Protektorat eingerichtet werden.“ Bei der Wannsee-Konferenz vom 20. Januar 1942 wurde Theresienstadt als Altersghetto bestimmt. SS-Obergruppenführer Reinhard Heydrich gab nach der „Wannsee-Konferenz“ kommentarlos bekannt, dass alle Reichsjuden über 65 Jahre in das Altersghetto Theresienstadt gebracht würden. Außerdem wurde beschlossen, dass neben alten Juden auch schwerkriegsbeschädigte Juden und Juden mit Kriegsauszeichnungen in Theresienstadt untergebracht werden sollten. Diesen Juden wurden Heimeinkaufsverträge angeboten, in denen ihnen angemessene Unterbringung, Verpflegung und ärztliche Versorgung zugesichert wurden. Durch diese falsche Zusage des Reichssicherheitshauptamtes gelangte die NSDAP auf vorgeblich legalem Weg in den Besitz des Vermögens der Deportierten.

## Kinder in Theresienstadt

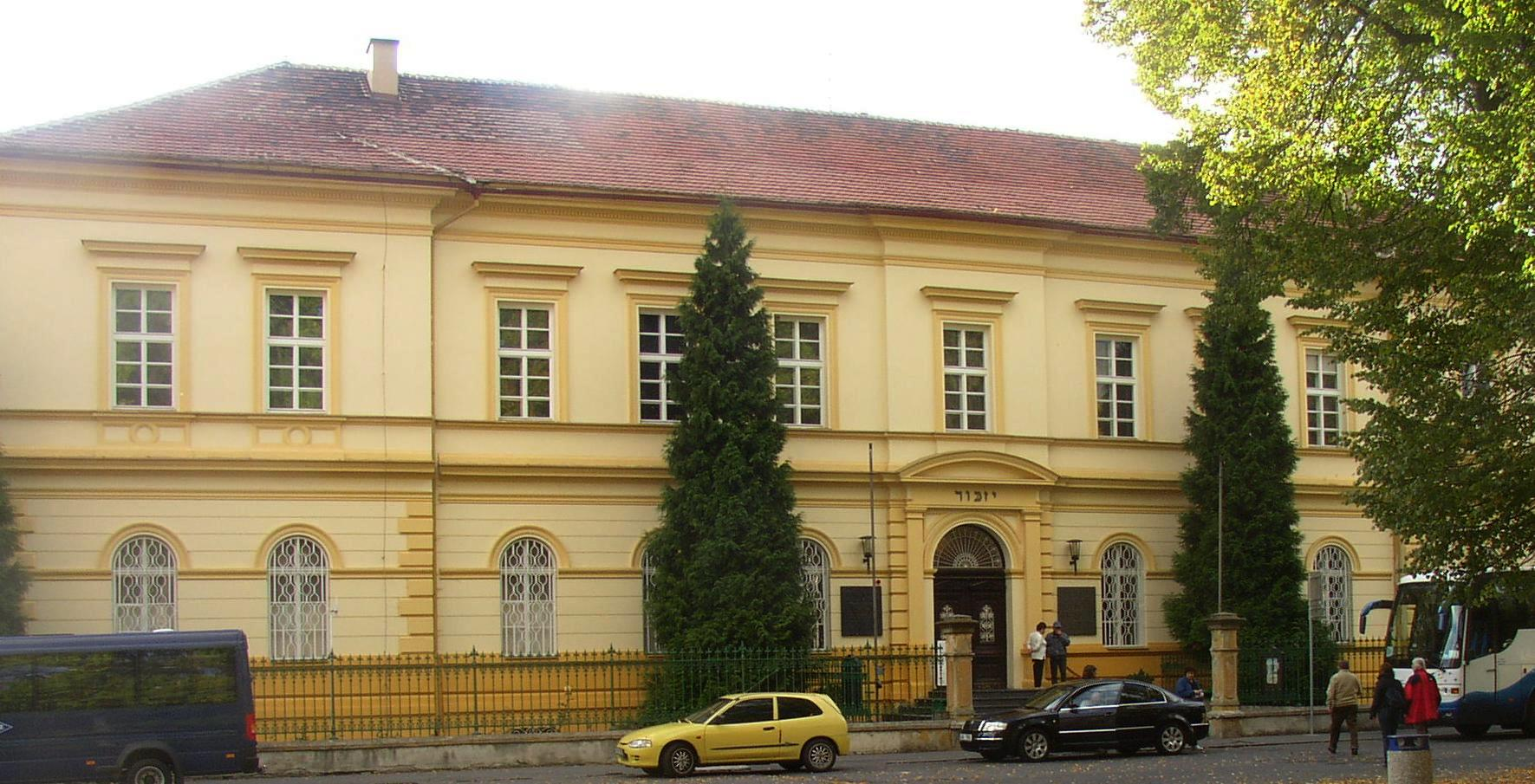
Ehemalige Schule, in der sich das Kinderheim L417 befand (heute: Ghetto-Museum)

Unter den Häftlingen in Theresienstadt befanden sich etwa 9.000 Kinder. Fälschlicherweise wurde viele Jahre angenommen, es wären 15.000 Kinder interniert gewesen, von denen weniger als 100 überlebten. Diese Annahme geht zurück auf einen fehlerhaften Bericht von Willy Groag, dem damaligen stellvertretenden Direktor der Jugendfürsorgeabteilung. Groag erklärte: „Von den 15.000 Kindern, die Theresienstadt durchliefen, blieben im Winter 1944/5 nur 1.086 Kinder übrig. Nach dem Ende des Krieges kamen weniger als 100 Kinder bis zum Alter von 14 Jahren (d. h. jünger als 15 Jahre) aus den Konzentrationslagern zurück.“
Die Historiker Margita Kárná und Miroslav Kárný kritisierten diese Fehlinterpretation und wiesen nach, dass Groags Berechnungen falsch waren. Vor dem 20. April 1945 wurden 800 Kinder in den Osten evakuiert, und weitere 998 Kinder, jüdische und nichtjüdische, kamen mit späteren Evakuierungstransporten an. Insgesamt haben mehr als 2000 Kinder unter fünfzehn Jahren überlebt. Die Kárnýs zeigten auch dass die Gesamtzahl der Theresienstädter Kinder 9.000 und nicht 15.000 betrug. Von ihnen sind noch Gedichte und Bilder aus dem Ghetto erhalten, die heute Gegenstand eigener Ausstellungen und Veröffentlichungen sind.
Den Angaben des Terezín Memorial (Památník Terezín) nach befanden sich unter den Häftlingen in Theresienstadt etwa 10.000 Kinder bis 15 Jahre, die in sogenannten „Kinderheimen“ nach Geschlechtern und Jahrgängen getrennt untergebracht wurden. Die Häftlingsselbstverwaltung versuchte, besonders für sie zu sorgen. Die Kinder erhielten zulasten der Überlebenschancen der älteren Menschen eine etwas bessere Verpflegung sowie einen geheimen Unterricht von ihren Betreuern (auch madrichim genannt).
Die Mehrheit der Kinder wurde aus Theresienstadt in die Vernichtungslager, vor allem nach Auschwitz–Birkenau deportiert. Den Angaben des Terezín Memorial nach sind an die 7.500 Kinder in den Vernichtungslagern umgekommen, nur 245 erlebten das Kriegsende. Direkt in Theresienstadt starben 400 Kinder. 1.600 Kinder unter 15 Jahren wurden in Theresienstadt befreit.
Die 1938 komponierte und 1941 im jüdischen Kinderheim in Prag uraufgeführte Kinderoper in zwei Akten von Hans Krása (Komponist) und Adolf Hoffmeister (Librettist) Brundibár wurde nach der Deportation Hans Krásas 1942 in das KZ und der Neunotation dort 55-mal gespielt. Das Ensemble bestand aus zehn Solisten und Solistinnen, die stets die gleichen blieben. Die vierzig Choristen und Choristinnen mussten häufig neu besetzt werden, da viele der Darsteller in Vernichtungslager deportiert wurden. Die Wienerin Greta Klingsberg spielte die Hauptrolle der Aninka. Ela Stein-Weissberger spielte in allen Aufführungen die Rolle der Katze. Darsteller des Pepíček war Emanuel Mühlstein (1929–1944), der spätere Schauspieler Zdeněk Ornest (1929–1990) spielte in beinahe allen Vorstellungen den Hund Azor, die Rolle des Brundibár übernahm Hanuš Treichlinger (1929–1944).
Im ehemaligen Knabenheim L417, vor der Errichtung des Ghettos einer Schule und deshalb im Ghettojargon auch „Schule“ (škola) genannt, wurden Knaben im Alter von 10 bis 15 Jahren untergebracht. 1991 wurde dort das Ghetto-Museum eingerichtet. Das sgn. Einser, Schlafzimmer Nr. 1, eine der ehemaligen Schulklassen, bewohnten etwa 50 Burschen im Alter von 13 bis 15 Jahren, die unter der Leitung ihres Erziehers Valtr Eisinger (1913–1945) eine demokratische Selbstverwaltung ihrer Gruppe eingeführt haben. Inspiriert von dem Buch „Dostojewski-Schule“ (Schkola imjeni Dostojewskogo-SCHKID) der russischen Autoren G. Bělych und I. Pantějev über ein Knabenwaisenheim in St. Petersburg der 1920er-Jahre, dessen Inhalt ihnen Eisinger vermittelte, nannten sie sich „Republik SCHKID“ (Republika ŠKID). Als Organ der Republik SCHKID wurde von einigen der Burschen in den Jahren 1942–1944 Vedem!, eine literarische Jugendzeitschrift geschrieben, illustriert und herausgegeben, die anfänglich an einer Anschlagtafel veröffentlicht, bald aber wegen der Gefahr von SS-Inspektionen nur noch mündlich vorgelesen wurde. Es gelang etwa 700 Seiten der Zeitschrift zu retten. Bis 1990 konnten Ausschnitte nur in der tschechoslowakischen Exilliteratur und als Samisdat erscheinen. 1995 wurde eine Auswahl der Texte von Vedem!, ergänzt mit Gedichten und Zeichnungen der theresienstädter Kinder herausgegeben (Marie Rút Křížková, Kurt Jiří Kotouč, Zdeněk Ornest (Eds.), Je mojí vlastí hradba ghett? Básně, próza a kresby terezínských dětí, Aventinum: Praha 1995, ISBN 80-7151-528-0; deutsche Übersetzung: Ist meine Heimat der Ghettowall? Gedichte, Prosa und Zeichnungen der Kinder von Theresienstadt; englische Übersetzung: We Are Children Just the Same: „Vedem“, the Secret Magazine by the Boys of Terezin).
Die Geschichte der Zeitschrift Vedem! wurde von dem italienischen Schriftsteller Matteo Corradini in seinem Buch Im Ghetto gibt es keine Schmetterlinge nacherzählt. Der englische Schauspieler Sir Ben Kingsley las am 27. Januar 2015 anlässlich des Internationalen Holocaust-Gedenktags aus diesem Roman in Theresienstadt vor.
Bekannt wurden auch „Die Mädchen von Zimmer 28“ des Kinderheimes, deren Schicksal die Autorin Hannelore Brenner-Wonschick 2004 in ihrem Buch gleichen Titels darstellte: Annähernd sechzig junge jüdische, zumeist tschechische Mädchen waren in der Zeit von 1942 bis 1944 im Zimmer 28 des Mädchenheims L410 gemeinsam eingesperrt und dazu bestimmt, in den Vernichtungslagern umgebracht zu werden. Fünfzehn von ihnen überlebten, von denen sich zehn, die über die ganze Welt verstreut leben, einmal jährlich treffen und ihre Erinnerungen austauschen und weitergeben, damit die Geschehnisse nicht in Vergessenheit geraten.

## Kulturelle Aktivitäten

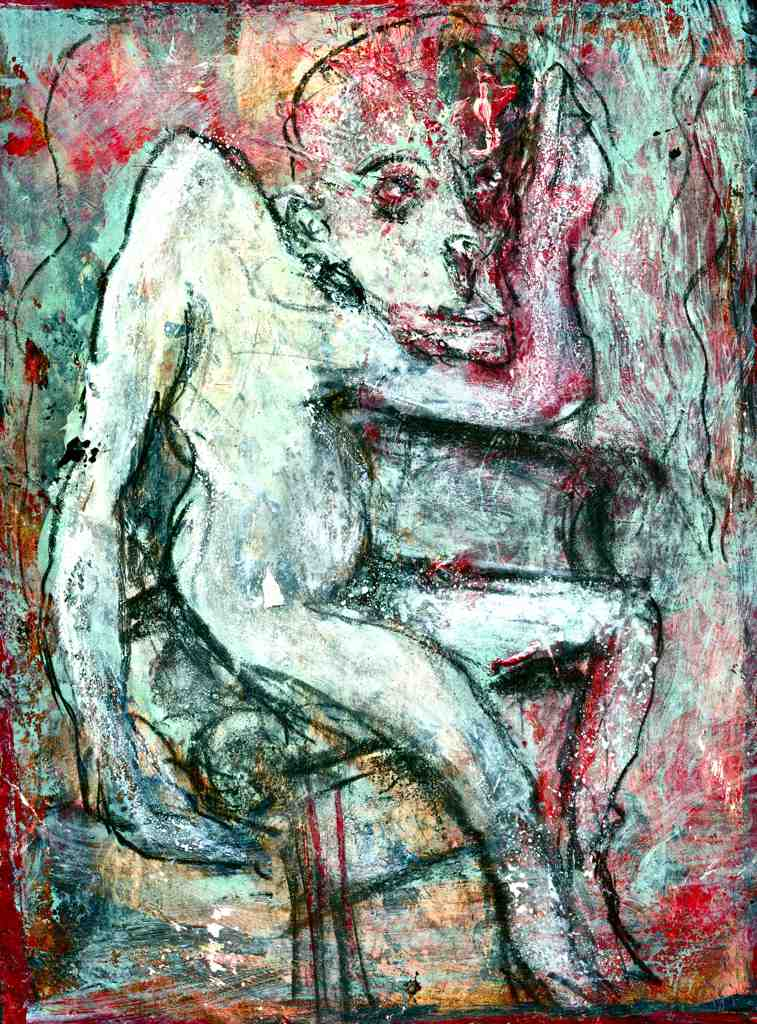
Das Gemälde The rehearsal (2009, deutsch Die Generalprobe) aus der Serie Holocaust theater des expressionistischen Künstlers Stefan Krikl zeigt eine Theaterszene aus einer Hamletparodie im KZ Theresienstadt.

Im Lager fanden zahlreiche und umfangreiche kulturelle, sportliche, religiöse, philosophische Aktivitäten statt, die von den Häftlingen getragen wurden. Mehr als 2000 bereits damals bekannte oder erst später bekannt gewordene Gefangene wirkten daran mit und hoben das dortige kulturelle Geschehen auf ein hohes Niveau. Dazu gehörte auch eine sogenannte „Universität Theresienstadt“, bei der Häftlinge in Selbstorganisation an „Kameradschaftsabenden“ Vorlesungen für alle Gefangenen abhielten. Unter den selbsternannten Lektoren befanden sich bedeutende Personen, wie Leo Baeck, Viktor Frankl oder Desider Friedmann, um nur einige zu nennen. Die SS-Kommandantur ließ der jüdischen Selbstverwaltung auf diesem Gebiet meistens freie Hand, da diese die kulturelle Vielfalt für ihre Propagandazwecke missbrauchen konnten und das kulturelle Leben der Gefangenen als Ventil verstanden wurde, um die Ruhe und Ordnung im Lager aufrechtzuerhalten. Dennoch wurden einige Werke nicht aufgeführt, da die Autoren sich offensichtlich über ihre Peiniger lächerlich machten, wie z. B. in der Oper Der Kaiser von Atlantis von Viktor Ullmann und Peter Kien.
Neben den kulturellen Veranstaltungen wurde eine Bibliothek eingerichtet, die eine große Ansammlung an Büchern, welche von den Gefangenen selbst mitgebracht wurden, enthielt.

## Bekannt gewordene Fluchtversuche
Einige Häftlinge versuchten zu fliehen. Nur wenigen gelang die Flucht, insbesondere aus der Kleinen Festung.
- Am 6. Dezember 1944 gelang Miloš Ešner, Josef Mattas und Frantisek Maršik die Flucht. Sie nutzten eine Bresche in den Mauern neben der Gärtnerei und ließen sich an Seilen in den Festungsgraben hinunter.
- Die Flucht gelang auch Zdeněk Vlasta, der aus dem Arbeitskommando Elbschloss (in Litoměřice) floh und sich bis Kriegsende verstecken konnte. Ebenso Václav Steka aus dem Arbeitskommando Lovosice am 19. April 1945. Sie überlebten.
- Eine versuchte Massenflucht aus der Zelle 38 auf dem 4. Hof misslang. Erwin Schmidt wurde dabei angeschossen und später auf dem 4. Hof hingerichtet. Ladislav Šimek und Rudolf Vondrášek wurden im 1. Hof von den Wachen erschlagen.

## Die Funktion als Vorzeigelager

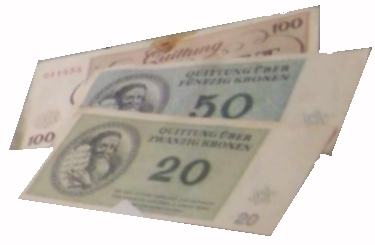
Geldscheine der „Bank der jüdischen Selbstverwaltung“

Nominallose Zulassungsmarke „Böhmen und Mähren“ Z1 für Pakete zur Beförderung nach Theresienstadt (Michel-Katalog, Zulassungsmarke 1943, Nr. 1)

Personalausweis eines jüdischen Häftlings, ausgestellt am 1. Januar 1945

Im Oktober 1943 wurden 476 Juden aus Dänemark nach Theresienstadt deportiert. Dort hatten die deutschen Besatzer ebenfalls versucht, alle dänischen Juden zusammenzutreiben und zu deportieren. Die große Mehrheit der dänischen Juden konnte allerdings vor der Deportation gerettet werden. Die meisten flohen nach Schweden oder konnten im Land untertauchen und waren damit für die deutsche Besatzungsmacht nicht mehr greifbar. Aber auch die in Theresienstadt eingesperrten jüdischen Landsleute wurden von der dänischen Regierung nicht im Stich gelassen. Der Druck, den sie auf das Regime der Nationalsozialisten ausübte, trug maßgeblich dazu bei, dass die Nationalsozialisten – zu Propagandazwecken und zur Täuschung der internationalen Öffentlichkeit über den Charakter von Konzentrationslagern – Theresienstadt für einige Monate zu einem Vorzeigelager machten.
Zur Vorbereitung eines „Besuchs“ einer Kommission des Internationalen Komitee vom Roten Kreuz (IKRK) begann die SS im Dezember 1943 mit einer großangelegten „Stadtverschönerungsaktion“. Eine IKRK-Kommission besichtigte Theresienstadt am 23. Juni 1944. Die Kommission inspizierte unter anderem die im Vorfeld eröffneten Cafés, den ebenfalls nur für das Rote Kreuz eingerichteten „Kinderpavillon“, das Siechenheim und das Zentralbad und wohnte einer Aufführung der Kinderoper Brundibár des im August 1942 ins Ghetto deportierten tschechischen Komponisten Hans Krása bei. Separate Vier-Augen-Gespräche mit Häftlingen fanden nicht statt.

## Propagandafilm
Im Anschluss an den Besuch der IKRK-Kommission wurde der Film Theresienstadt. Ein Dokumentarfilm aus dem jüdischen Siedlungsgebiet von August bis September 1944 gedreht. Mit der Regie wurde der Häftling Kurt Gerron beauftragt, der als Regisseur von Filmen mit Heinz Rühmann und Hans Albers bekannt war. In dem Film sollte gezeigt werden, wie gut es den Juden unter den „Wohltaten“ des Dritten Reiches ging. Gedreht wurde vom 1. bis 11. September 1944. Im Film erscheint ein „normales Leben“ der Juden im Ghetto Theresienstadt. Es werden unter anderem Arbeitsszenen verschiedener Handwerker mit dem Hinweis, „sie können in Theresienstadt ihren Berufen nachgehen“, gezeigt. Nach dem „Feierabend“ sei „die Freizeitgestaltung jedem Einzelnen überlassen“ und Fußballspiele auf dem Hof einer ehemaligen Kasernenanlage besonders beliebt. Zu der Bemerkung „Ein Dampfbad steht der Bevölkerung zur Verfügung“ sieht man nackte, duschende Männer. Die Szene mit Holzdoppelstockbetten wird mit der Bemerkung: „Alleinstehende Frauen und Mädchen machen es sich in ihrem Frauenheim gemütlich“ kommentiert. Nach den Dreharbeiten wurden die meisten Schauspieler und der Regisseur nach Auschwitz deportiert. Im März 1945 wurde der Film im besetzten Prag erstmals aufgeführt.
Auch ein Ausschnitt der im KZ 55 mal aufgeführten Kinderoper Brundibár ist enthalten; die meisten der Mitwirkenden wurden wie ihr Komponist Hans Krása kurze Zeit später ermordet.
Zu dem zu Propagandazwecken verordneten Fußballspielen hat der israelische Computerspezialist Oded Breda, amtierender Leiter der 1975 im israelischen Kibbuz Givʿat Chaim nördlich von Tel Aviv eröffneten Gedenkstätte Beit Terezin (Haus Theresienstadt) eine eigene Ausstellung konzipiert: Liga Terezin; auch ein gleichnamiger Film wurde produziert.

## Theresienstadt und die „Endlösung der Judenfrage“

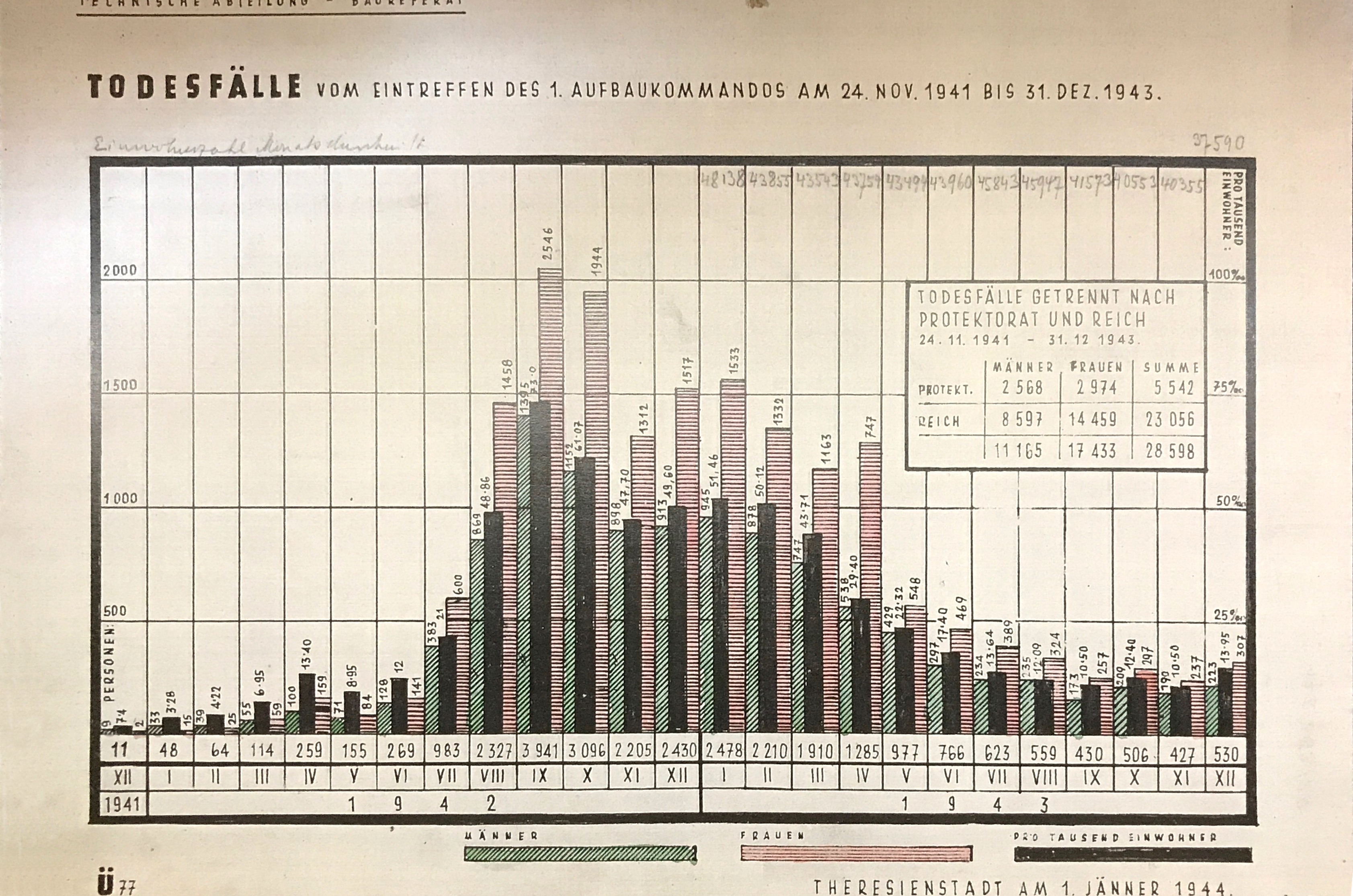
Todesfälle in Theresienstadt vom 24. November 1941 bis 31. Dezember 1943; Statistik des NS-Baureferats vom 1. Januar 1944. Jüdisches Museum Prag

An der Tatsache, dass Theresienstadt Teil des Vernichtungsfeldzuges gegen die jüdische Bevölkerung war, änderte sich durch die Propaganda der Nationalsozialisten nichts. Ein Viertel der Gefangenen des Ghettos Theresienstadt (etwa 33.000) starben dort vor allem wegen der entsetzlichen Lebensumstände. Etwa 88.000 Häftlinge wurden weiter ins KZ Auschwitz-Birkenau (u. a. Familienlager) und in andere Vernichtungslager wie Treblinka, Majdanek oder Sobibor deportiert. Für die betroffenen Häftlinge hatte es dadurch die gleiche Funktion wie die übrigen „Sammellager“ der Vernichtungslager in Polen.
Die Zahlen der „Abgänge“ sahen so aus:
| Abgänge                             | Zahl   |
| ----------------------------------- | ------ |
| in Vernichtungslager deportiert     | 88.202 |
| in Theresienstadt gestorben         | 33.456 |
| befreit                             | 1.654  |
| geflohen                            | 764    |
| verhaftet und vermutlich umgebracht | 276    |
| am 9. Mai 1945 überlebt             | 16.832 |

Von Beginn an war Theresienstadt als Sammel- und Durchgangslager, zunächst für die tschechischen Juden, vorgesehen. Der tschechische Historiker Miroslav Kárný, der zu den ersten nach Theresienstadt Deportierten gehörte, hat in seiner Arbeit über die „Deutschen in Theresienstadt“ nachgewiesen, dass auch die deutschen Juden, die hierhin gebracht wurden, der Vernichtung durch die Nationalsozialisten unterlagen und bei einem Vergleich zwischen der Todesrate der tschechischen und der deutschen Juden nur ein geringfügiger Unterschied besteht.
„In Theresienstadt“, schreibt er, „waren 73.468 tschechische und 42.921 deutsche Juden, die nach Theresienstadt vor dem 20. April 1945 deportiert worden waren. Der Unterschied der Sterblichkeit der tschechischen und der deutschen Juden direkt in Theresienstadt war sehr groß, was als Folge der unterschiedlichen Altersstruktur angesehen werden kann.“
„In Theresienstadt selbst starben insgesamt 6.152 tschechische Häftlinge; das waren 8,37 % der ganzen Häftlingszahl aus tschechischen Transporten – es starb jeder Zwölfte. Die Sterblichkeit der deutschen Gruppe war in Theresienstadt fast sechsmal höher. Es starben hier 20.848 deutsche Juden, das waren 48,57 % der ganzen Häftlingszahl aus deutschen Transporten – jeder Zweite.“
„Wenn wir aber das Schicksal der tschechischen und der deutschen Gruppe vergleichen wollen“, fährt er fort, „müssen wir diese Angaben um die Zahlen der aus Theresienstadt nach dem Osten Deportierten ergänzen. Nach dem Osten wurden aus Theresienstadt 60.382 tschechische Juden deportiert (das waren 82,19 %) und 16.098 deutsche Juden (37,5 %). Von den tschechischen Juden überlebten 3.097, von den deutschen weniger als 100. Das bedeutet, daß nach der Deportation aus Theresienstadt im Osten – bei der Ostwanderung, wie es der Chef der Konzentrationslager Oswald Pohl nannte – 57.285 tschechische Juden und ungefähr 16.000 deutsche Juden umkamen.“
„Zusammenfassend: der Prozentsatz aller Sterbefälle der Theresienstädter Häftlinge – d. h. der Tod in Theresienstadt und der Tod nach weiterer Deportation – ist bei den tschechischen Juden 86,35 % (63.437 Todesfälle), bei den deutschen Juden 85,85 % (36.848 Tote). Die Todesbilanz beider Häftlingsgruppen unterscheidet sich nur um ein halbes Prozent.“

## Das Bestattungswesen
Im Lager Theresienstadt konnten die Gefangenen zumeist die religiösen Rituale bei Bestattungen einhalten. So wurden bis zum August 1942 die Toten mit Holzsärgen in einzelnen Gräbern bestattet. Danach wurden Massengräber für jeweils 35 bis zu 60 verstorbene Häftlinge ausgehoben. Am 19. Juli begann man mit der Bestattung in Massengräbern. In diesen Gräbern wurden keine Holzsärge mehr verwendet. Die Begräbnisstätte lag im Bohusovicer Talkessel. Der Transport zum Friedhof erfolgte mit einem jüdischen Leichenwagen. Den Leichenwagen durften nachts nur ein Mitglied der Ghettowache und ein tschechischer Gendarm begleiten. Die zu dieser Zeit noch in Theresienstadt wohnende Bevölkerung sollte davon möglichst nichts wissen.
Am 6. Oktober 1942 fand die letzte Beisetzung in einem Massengrab statt. In 1.250 Einzelgräbern und 270 Massengräbern des Jüdischen Friedhofes wurden zwischen Dezember 1941 und Oktober 1942 insgesamt 8.903 Opfer der Nationalsozialisten begraben.

### Die Totenkammern

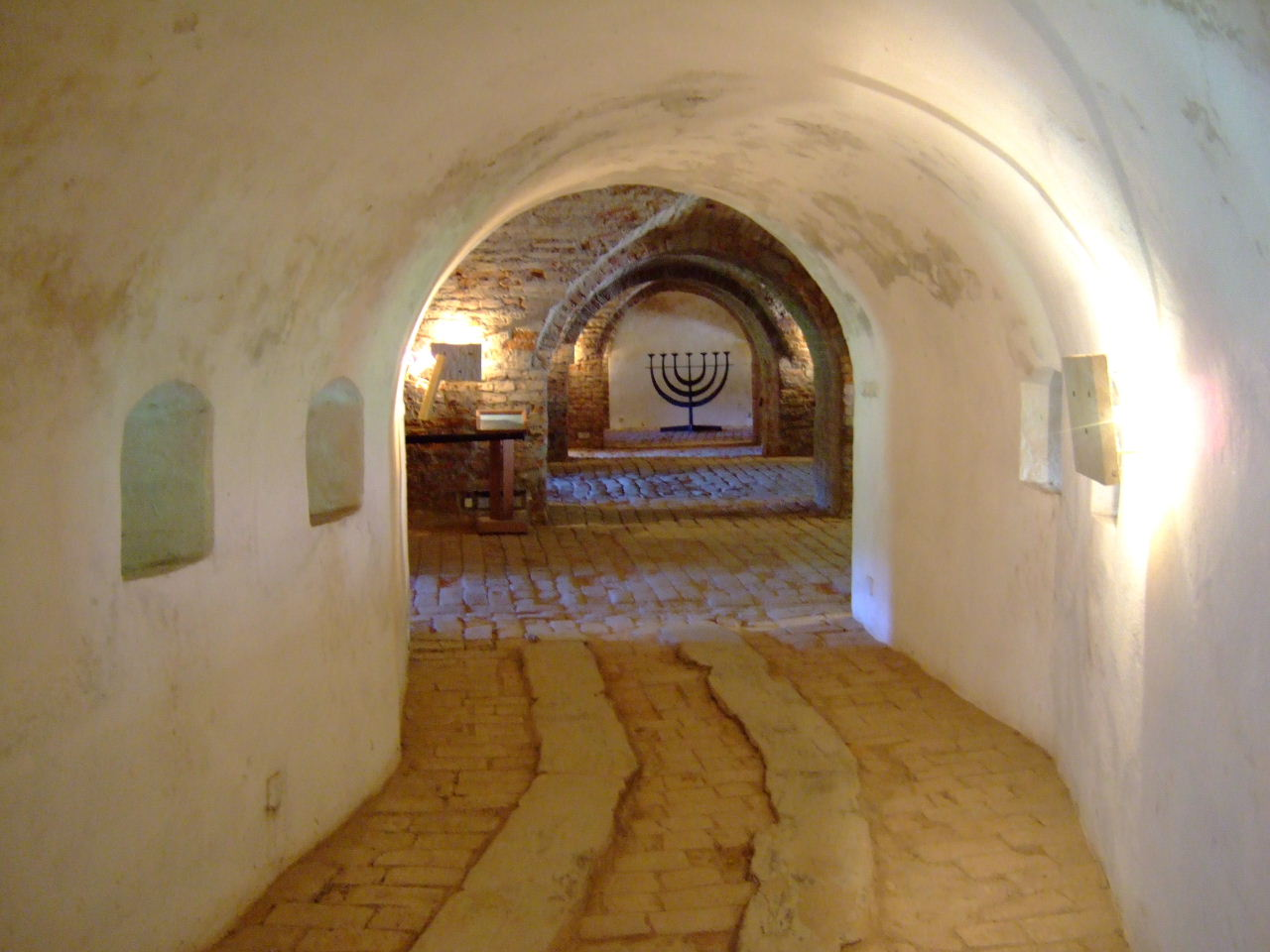
Saal neben den Totenkammern in einer Kasematte der Befestigungsanlage

Zwei Kammern, in denen die Toten aufgebahrt wurden, befanden sich innerhalb der Wälle am südöstlichen Stadtrand am Weg zum Friedhof. Eine diente den jüdischen Verstorbenen, die andere den Verstorbenen, die einen anderen Glauben hatten. Das erste gemeinsame Gebet musste in der Regel direkt an der Todesstelle stattfinden.
Die höchste Sterblichkeitsquote weist die Lagerstatistik für den Herbst 1942 aus, als täglich mehr als 100 Menschen starben.

### Das Krematorium

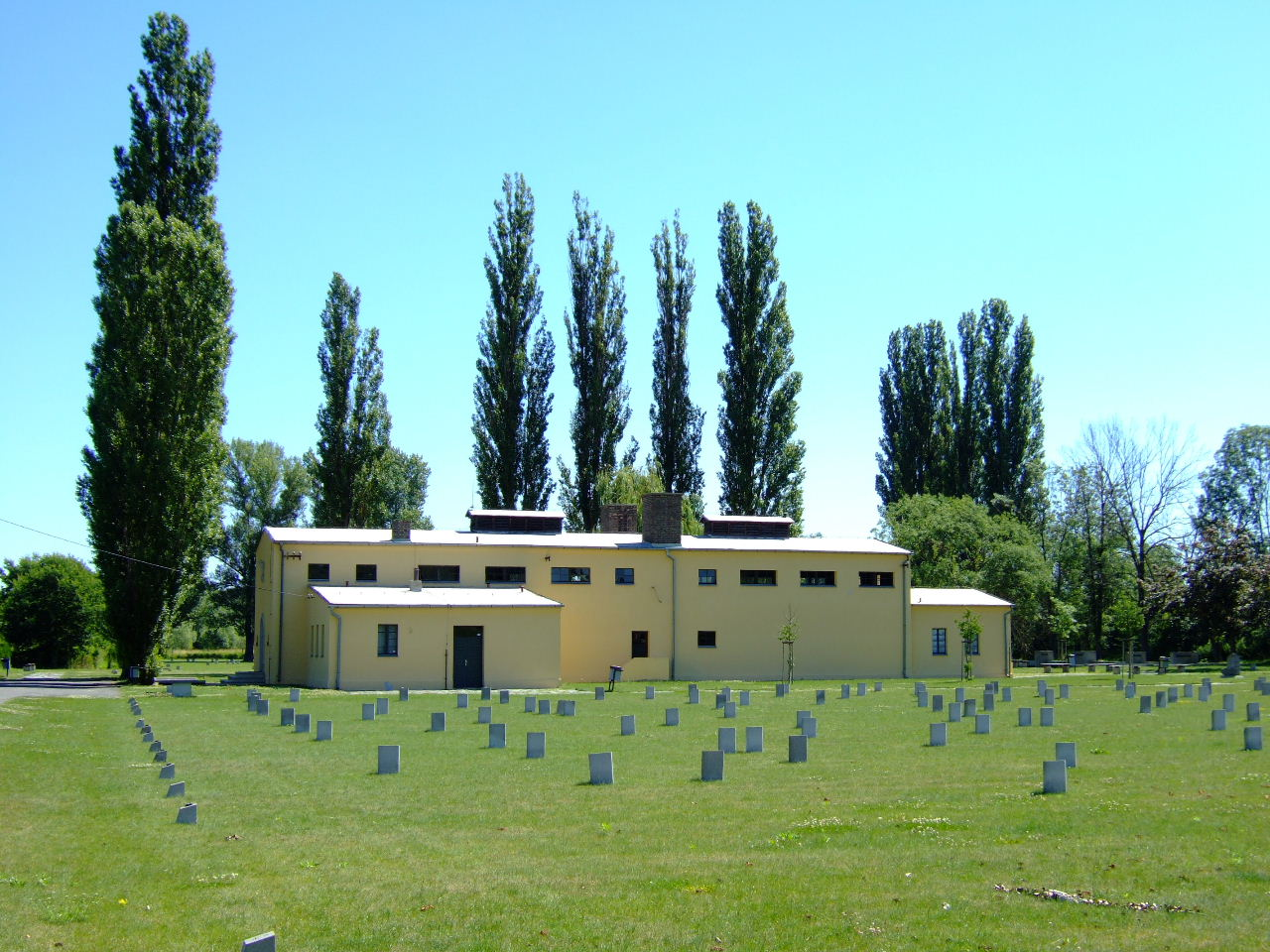
Krematorium

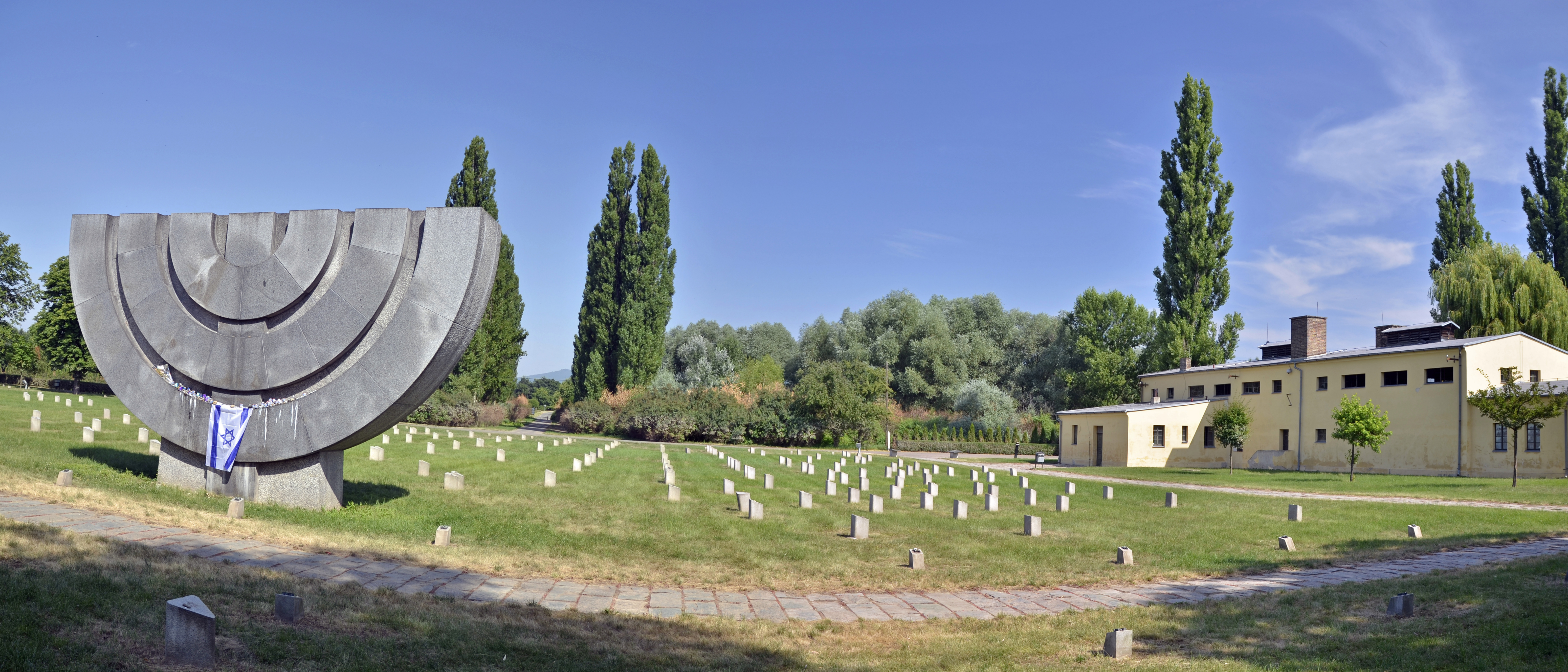
Krematorium mit Gedenkplastik

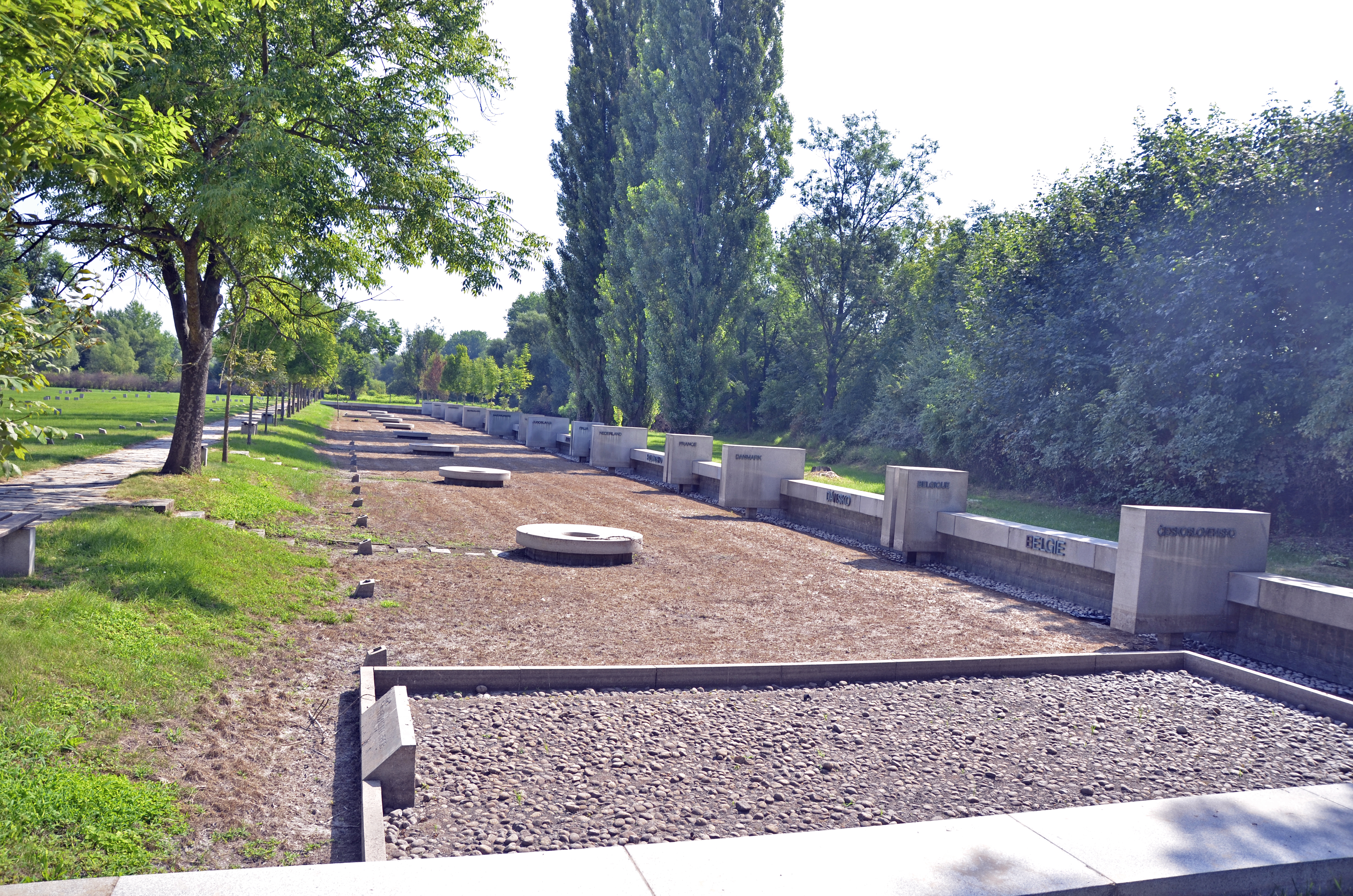
Gedenkstätte der Nationen

Bis Herbst 1942 wurden die Toten in Massengräbern vor den Schanzen der Stadt bestattet. Etwa 9.000 Opfer wurden auf diese Weise begraben. Ende 1942 ließ die Lagerleitung von der Teplitzer Firma Ignis Hüttenbau A.G. ein Krematorium errichten, um die Verstorbenen aus der Garnisonsstadt und der Kleinen Festung – später auch aus dem KZ-Außenlager Leitmeritz des KZ Flossenbürg – dort zu verbrennen.
Den Mittelteil des Gebäudes nahmen vier Verbrennungsöfen ein, die mit Dieselöl beheizt wurden. Der vordere Raum diente dem Abstellen der Särge mit den Toten, daneben befand sich der Obduktionsraum. Im Anbau an das Hauptgebäude waren die notwendigen Nebenräume für die Wachmannschaft, die hier ständig Dienst versah, und für die Arbeiter des Krematoriums untergebracht. Zur Zeit der größten Sterblichkeit arbeiteten hier bis zu 18 Personen, die sich in ununterbrochenem Schichtdienst Tag und Nacht ablösten. Als die Zahl der Toten zurückging, konnte diese Arbeit von vier Heizern bewältigt werden. Oft überwachte SS-Scharführer Rudolf Haindl, ein Mitglied der SS-Kommandantur, den Betriebsablauf. Auch die Kommandanten selbst führten Kontrollen durch.

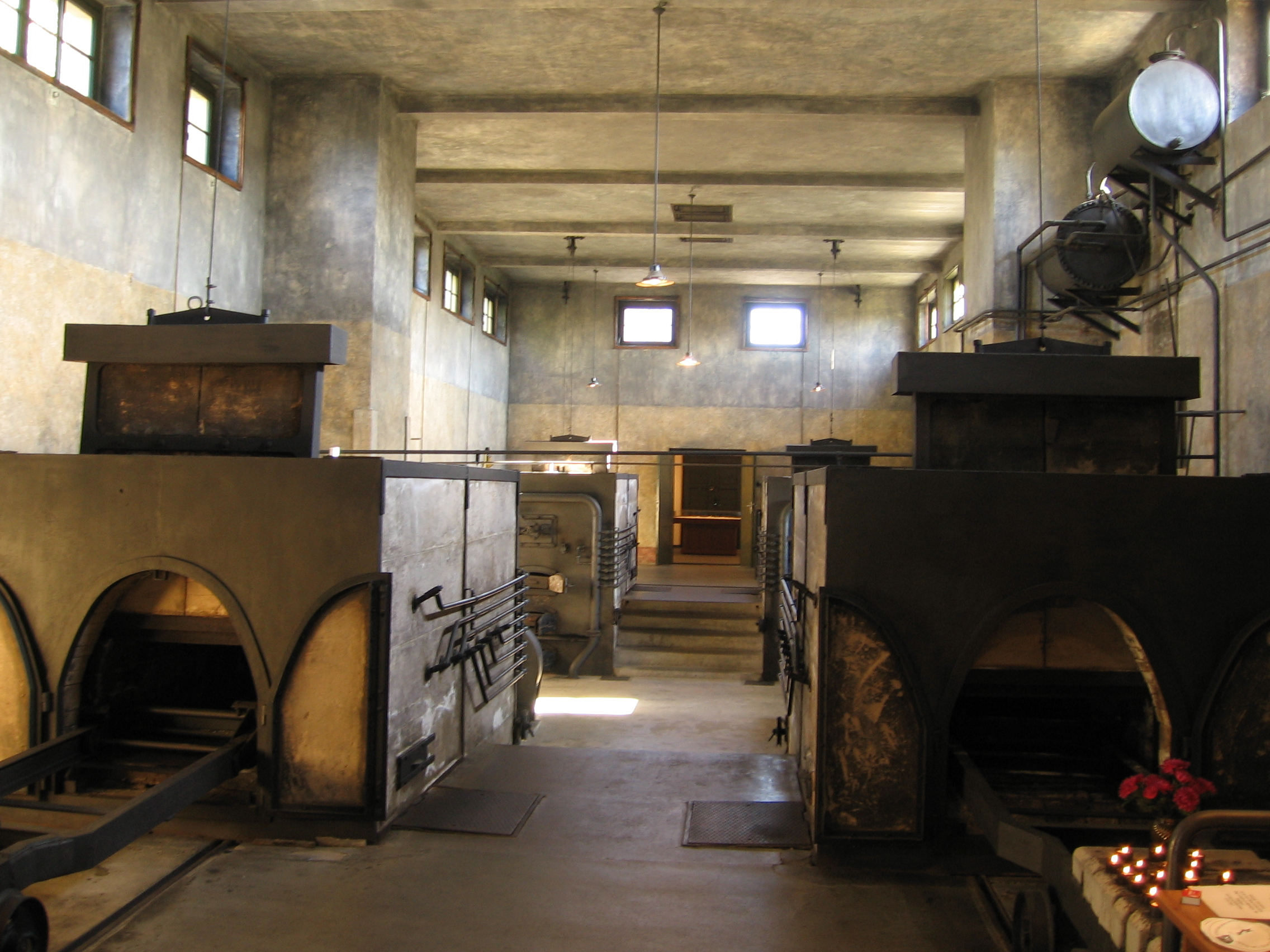
Innenansicht

Die Diensthabenden schoben den Leichnam ohne Sarg bzw. ohne dessen Oberteil in den Verbrennungsofen. Er verbrannte nur mit dem Brett, auf dem er befestigt war. Der Rest des Sargs konnte aus Sparsamkeitsgründen mehrmals verwendet werden. Mit einiger Verspätung gelangten jene Toten zur Einäscherung, für die eine Obduktion angeordnet worden war. Durch das Öffnen des Leichnams konnten die hier inhaftierten Ärzte vor allem in nicht ganz eindeutigen Fällen die Todesursachen feststellen.
Das an den Öfen diensthabende Personal bemühte sich, die sterblichen Reste jedes Eingeäscherten gesondert aus dem Ofen zu schüren, damit sie in einem individuellen Behältnis geborgen werden konnten. Dabei mussten sie die Asche nach Goldbruchstücken (Zahnkronen und Prothesen) durchsuchen, diese aussammeln und der SS-Kommandantur übergeben.
Über den Ablauf der Verbrennung in den einzelnen Öfen wurden Tagesprotokolle geführt. Auch jede Urne mit der Asche eines Häftlings wurde mit den wichtigsten Angaben über den Eingeäscherten versehen. Sie wurden von den Zetteln abgeschrieben, die man an den Beinen der Toten befestigt hatte, und enthielten den Namen mit der Transportbezeichnung und die entsprechende Verbrennungsnummer. Dann durften die Urnen, sie bestanden zumeist aus Pappe, im Kolumbarium eingelagert werden. Das Kolumbarium befand sich im Festungswall. Hier standen bis Ende 1944 in Holzregalen Tausende Urnen gedrängt nebeneinander, und die Häftlinge nahmen an, dass man sie nach dem Krieg würdig begraben werde. Doch als die Nationalsozialisten damit begannen, die Spuren ihrer Verbrechen in Theresienstadt zu beseitigen, ordnete im November 1944 die Lagerleitung an, die Asche von 22.000 Häftlingen in die Eger zu werfen.
In den Jahren 1944 und 1945 wurden in dem Theresienstädter Krematorium auch die Toten aus dem KZ-Außenlager Leitmeritz eingeäschert. Dort erreichte die Sterblichkeit infolge von unerträglichen Arbeitsbedingungen und Epidemien enorme Ausmaße. Bevor es diesem Lager gelang, ein eigenes Krematorium in Betrieb zu nehmen (Anfang April 1945), brachten die Fuhrwerke die toten Häftlinge nach Theresienstadt.
Das von den Angestellten, die im Krematorium Dienst taten, sorgfältig angelegte Register verzeichnete ungefähr 30.000 Opfer, die dort während der Jahre von 1942 bis 1945 eingeäschert wurden.

### Das Kolumbarium

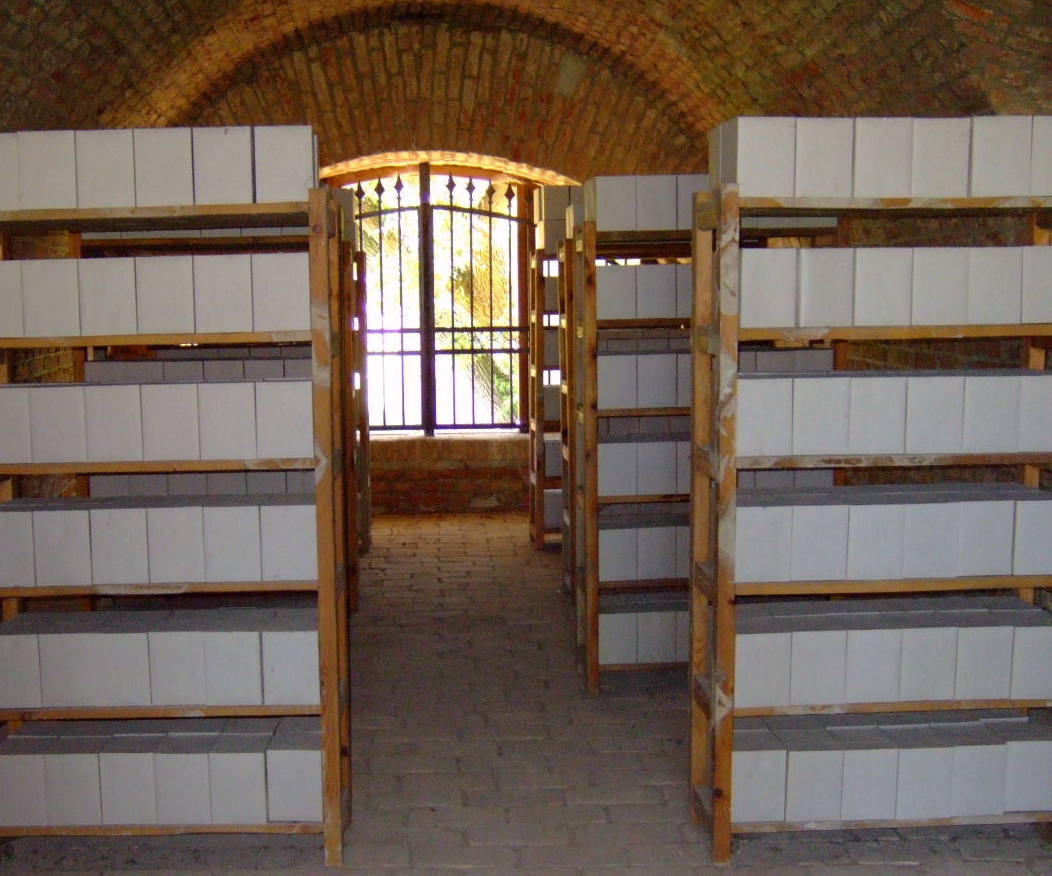
Kolumbarium

In der Nähe der Totenkammern wurden 1942 Räume zur Aufbewahrung der Asche der Verstorbenen eingerichtet. Hier wurden Tausende von Büchsen gelagert. Nach der Einäscherung wurde die Asche eingesammelt und statt in den üblichen Aschenkrügen in einfachen Büchsen aus Pappe verwahrt, die mit den Namen und den Registrationsnummern der Verstorbenen versehen waren. Tagtäglich brachte man diese Büchsen aus der Totenkammer in das Kolumbarium. „Zwei Ghettohäftlinge besorgten hier die Aufbewahrung der Büchsen in ihrer genauen Reihenfolge, so dass man eine jede ausfindig machen konnte. Diese zwei Häftlinge arbeiteten hier ungefähr zwei Jahre. Bis 1944 sind im Kolumbarium mehr als 20.000 solcher Aschenbehälter eingelagert worden.“
Im Oktober 1944 erschienen Traktoren vor dem Kolumbarium. Gruppen von Häftlingen bildeten Ketten, um die Büchsen aufzuladen, die dann an das Ufer der Eger gebracht wurden. Die Häftlinge mussten unter scharfer Bewachung die Asche in den Fluss schütten. Beim nordöstlichen Ausgang aus der Stadt, am Flussufer, wo die Asche der Verstorbenen im Wasser versenkt wurde, steht heute ein Denkmal.

## Außenlager
Das Theresienstädter Ghetto hatte neben dem Hauptlager verschiedene Außenlager. Das „Verzeichnis der Konzentrationslager und ihrer Außenkommandos“ des Bundesjustizministeriums führt folgende neun auf:
- Budweis (České Budějovice) vom 13. April 1942 bis 23. Juni 1943
- Eichen (Dubí) bei/vgl. Kladno – 1. März 1942 bis 1. Oktober 1942
- Jungfern Breschan ab 1. Juli 1942; das von der Witwe Reinhard Heydrichs benutzte Gut
- Kladno – 26. Februar 1942 bis 22. Juni 1943
- Motischin (Motyčín) – 1. März 1942 bis 1. Oktober 1942
- Oslawan (Oslavany) – 4. April 1942 bis 30. August 1943
- Pürglitz (Křivoklát) – 10. April 1942 bis 6. Juni 1942
- Wulkow (Brandenburg) – zwischen Neuhardenberg und Trebnitz – 2. März 1944 bis zum 3. Februar 1945[40]
- Schnarchenreuth/Bayern – 13. März 1945 bis 22. April 1945

## Befreiung
Kurz vor Kriegsende gelang es dem Internationalen Komitee vom Roten Kreuz (IKRK) nach langen Verhandlungen mit der SS, Juden aus Theresienstadt in neutrale Länder zu bringen. Weitere 1.200 Juden konnten am 6. Februar 1945 in die Schweiz ausreisen. Diesen Transport hatte der wegen seiner pro-faschistischen Einstellung in der Schweiz in der Kritik stehende Alt-Bundesrat Jean-Marie Musy eingefädelt, dies im Auftrag der jüdisch-orthodoxen Familie Sternbuch in St. Gallen und mit finanzieller Unterstützung des „Orthodoxen Rabbinerverbands in den USA und Kanada“. Weitere erhoffte Transporte scheiterten am persönlichen Veto Adolf Hitlers.
Am 15. April wurden die bis dahin überlebenden dänischen Juden nach Schweden entlassen. Am 5. Mai 1945 übergab die SS dem IKRK die Verantwortung für Theresienstadt.
Am 8. Mai 1945 erreichte die Rote Armee Theresienstadt. In das Lager selbst zog sie am Morgen des 9. Mai 1945 ein. Als Tag der Befreiung des Ghettos Theresienstadt gilt der 9. Mai 1945.
Die Kleine Festung wurde im Anschluss mehrere Jahre als Internierungslager Theresienstadt verwendet.

## Literatur

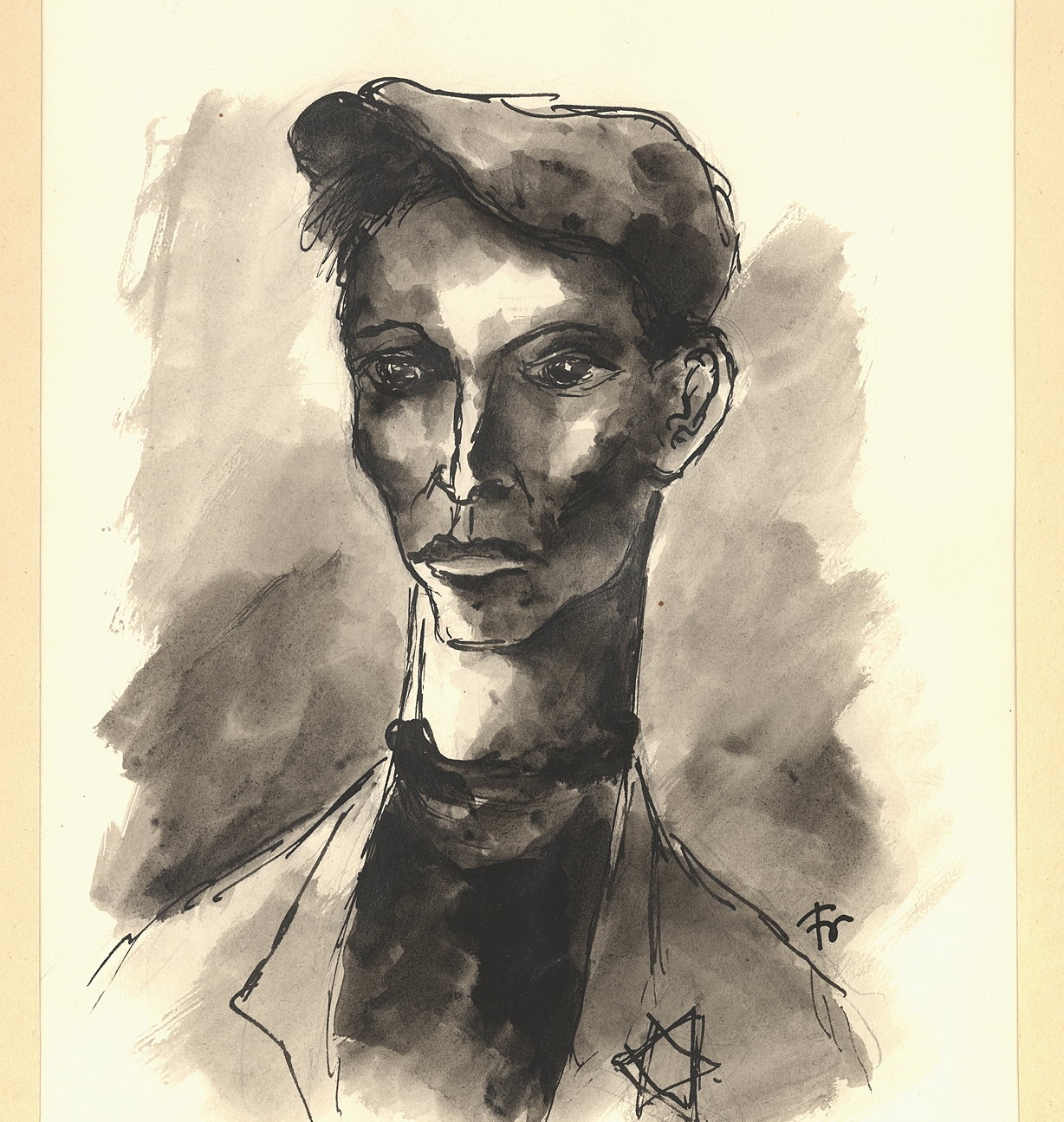
Federzeichnung eines jüdischen Arbeiters in Theresienstadt, die Bedřich Fritta zugeschrieben wird, Theresienstadt, 1942. In der Sammlung des Jüdischen Museums der Schweiz.

## Gefangene

### In Theresienstadt zu Tode gekommene Gefangene
- Clara Arnheim (1865–1942), deutsche Malerin
- Oskar Basch (1879–1942), Theaterdirektor in Karlsbad, Ehemann der Schauspielerin Trude Havel
- Marie Bloch (1871–1944), Pädagogin und Vertreterin der bürgerlichen Frauenbewegung
- Karl Bornstein (1863–1942), Mediziner und Mitglied der Leopoldina
- Carry Brachvogel (1864–1942), Schriftstellerin
- Eugen Burg (1871–1944), Schauspieler, Schriftsteller, Regisseur
- Isidor Caro (1876/77–1943), Rabbiner der Kölner Gemeinde
- Ludwig Chodziesner (1861–1943), Rechtsanwalt, Vater der Schriftstellerin Gertrud Kolmar (Pseudonym), sie selbst kam vermutlich in Auschwitz um
- Ludwig Czech (1870–1942), Politiker (Minister) in der Tschechoslowakei
- Robert Desnos (1900–1945), französischer Schriftsteller, Mitglied der Résistance, starb nach der Befreiung am 8. Juni 1945 in Theresienstadt an Typhus
- Georg Freiherr von Eppstein (1874–1942), deutscher Schriftsteller und Phaleristiker. Bis 1918 Hofbeamter und Berater des lippischen Fürsten Leopold IV.
- Paul Eppstein (1902–1944) ermordet in der Kleinen Festung Theresienstadt, Soziologe
- Siegfried Fall (1877–1943), österreichischer Komponist
- Martin Finkelgruen (1876–1942), Kaufmann, erschlagen in der Kleinen Festung
- Prof. Otto Morgenstern (1860–1942), Berliner Gymnasiallehrer, Philologe und Kommunalpolitiker
- Alfred Flatow (1869–1942), Teilnehmer an I. Olympischen Sommerspielen
- Gustav Felix Flatow (1875–1945), Geräteturner und Olympiasieger. Cousin von Alfred Flatow
- Esther Adolfine Freud, Schwester von Sigmund Freud, Deportation am 29. Juni 1942 nach Theresienstadt, wo sie am 5. Februar 1943 starb
- Petr Ginz (1928–1944), jüdischer Junge, Herausgeber der Zeitschrift Vedem in Theresienstadt
- Victor Hammerschlag (1870–1943), Arzt, Fachautor, bekennender Sozialdemokrat und österreichischer Freimaurer
- Maximilian Harrwitz (1860–1942), Berliner Verleger und Antiquar
- Siegmund Hellmann (1872–1942), Historiker
- Max Herrmann (1865–1942) und Helene Hermann (1877–1944), deutsche Literaturhistoriker und Theaterwissenschaftler
- Trude Herzl (jüngste Tochter von Theodor Herzl)
- Karl Herxheimer (1861–1942), Mediziner
- Martha Jacob geb. Behrendt (1865–1943), Mutter von Heinrich Eduard Jacob
- Mathilde Jacob (1873–1943), Sozialistin, enge Mitarbeiterin und Vertraute von Rosa Luxemburg
- Hedwig Jahnow (1879–1944), Alttestamentlerin, erste Frau im Marburger Magistrat, stellvertretende Schulleiterin der Elisabethschule Marburg, starb am 23. März 1944 an Unterernährung
- Rudolf Karel (1880–1945), tschechischer Komponist
- Babette Kramer (1869–1943), Mutter des österreichischen Lyrikers Theodor Kramer
- Jaroslav Kratochvíl (1885-1945), tschechischer Schriftsteller
- Kamil Krofta (1876–1945), Historiker und Diplomat; 1925–1927 tschechoslowakischer Gesandter in Berlin, 1936–1938 Außenminister
- Siegmund Labisch (1863–1942), starb am 7. Dezember
- Gerhard Löwenthals Großeltern väterlicherseits kamen in Theresienstadt ums Leben, weitere Verwandte in anderen Lagern; Gerhard Löwenthal und sein Vater waren zeitweise im KZ Sachsenhausen inhaftiert
- Ludwig Loewenthal (1898–1944), deutscher Bankier
- Leopold Lucas (1872–1943), jüdischer Historiker und Rabbiner
- Jette „Jendele“ Marx (1858–1943), Näherin aus Eschau (Unterfranken). Ihre Grabstätte trägt ihre Deportations-Nr. 18 878.
- Max Mendel (1872–1942), Konsumgenossenschafter und Senator in Hamburg
- Julius Moses (1868–1942), Arzt und Politiker (Sozialdemokrat)
- Karl Josef Müller (1865–1942), deutscher Maler
- Philipp Münz (1864–1944), deutscher Allgemeinmediziner
- Friedrich Münzer (1868–1942), Philologe
- Moritz Neumark (1866–1943), Industrieller und Generaldirektor
- Fanny Opfer (1870–1944), Lied- und Oratoriensängerin
- Auguste van Pels (1900–1945), Mutter von Peter van Pels, war Mitbewohnerin von Anne Frank im Amsterdamer Hinterhaus (starb vermutlich in Theresienstadt)
- Georg Alexander Pick (1859–1942), österreichischer Mathematiker
- Ottilie Pohl (1867–1943), Stadtverordnete aus Berlin, Rote Hilfe, starb nach elf Monaten in Theresienstadt
- Hugo Přibram (1881–1943), Professor für Medizin
- Hans Leo Przibram (1874–1944), österreichischer Biologe
- Elise Richter (1865–1943), Philologie-Professorin der Universität Wien, verstarb nach acht Monaten in Theresienstadt
- Helene Richter (1861–1942), österreichische Anglistin und Theaterwissenschaftlerin, starb vier Wochen nach der Ankunft in Theresienstadt
- Therese Rothauser (1865–1943), Sängerin
- Simon Salomon (1873–1943), Verleger und Schriftsteller (Pseudonym: Siegbert Salter)
- Zikmund Schul (1916–1944), Komponist
- Amalie Seckbach (1870–1944), Künstlerin aus Frankfurt
- Kurt Singer (1885–1944), Neurologe, Musikwissenschaftler und Vorsitzender des jüdischen Kulturbundes
- Adolf Stark (1873–1943) böhmisch-österreichischer Dichter, Schriftsteller, Arzt, Politiker und Freimaurer
- Alfred Tauber (1866–1942), Mathematiker
- Siegfried Translateur (1875–1944), Komponist und Musikverleger, bekannt als Komponist des Walzers Wiener Praterleben, der als Sportpalastwalzer berühmt wurde, in Theresienstadt umgekommen
- Louis Treumann (1872–1943), österreichischer Sänger und Schauspieler
- Doris Tucholsky (1869–1943), Mutter des Schriftstellers und Journalisten Kurt Tucholsky
- Theodor Veidl (1885–1946), deutsch-böhmischer Komponist und Musikschriftsteller
- Warschauer, David (1870–1943), Großvater des Schriftstellers Günter Kunert
- Arthur von Weinberg (1860–1943), Chemiker, Unternehmer und Mäzen aus Frankfurt am Main, am 2. Juni 1942 verhaftet und nach Theresienstadt verschleppt, starb hier am 20. März 1943
- Heinrich Wetzlar (1868-1943), Jurist
- Josef Wiesen (1865–1942), ehemaliger Landesrabbiner des Großherzogtums Sachsen-Weimar-Eisenach
- Benno Wolf (1871–1943), Jurist, Höhlenforscher und Naturschützer
- Luise Wolf (1860–1942), Literaturübersetzerin
- Julie Wolfthorn (1864–1944), Malerin, starb am 26. Dezember 1944 im Alter von 80 Jahren in Theresienstadt
- Salomon Marx (1873-1942), Kaufmann und Inhaber von Möbel Mändle, Augsburg

### Gefangene, an anderen Orten ums Leben gekommen bzw. ermordet
- Friedl Dicker-Brandeis (1898–1944), österreichische Künstlerin/Architektin, ermordet am 9. Oktober 1944 in Auschwitz, gab in Theresienstadt Kunstunterricht für inhaftierte Kinder
- Manfred Faber (1879–1944), deutscher Architekt, ermordet in Auschwitz
- Bedřich Fritta (1906–1944), Grafiker aus Prag, Leiter des Zeichenbüros der Technischen Kanzlei, zentrale Figur der „Maler von Theresienstadt“, gestorben in Auschwitz; Leo Haas adoptierte nach der Befreiung seinen Sohn Tomáš und veröffentlichte seine im Ghetto versteckten Werke
- Kurt Gerron (1897–1944), deutscher Schauspieler und Regisseur, ermordet in Auschwitz
- Petr Ginz (1928–1944), jugendlicher Schriftsteller und Zeichner, ermordet in Auschwitz
- Ottla Kafka (1892–1943), jüngste Schwester von Franz Kafka, 1943 im KZ Auschwitz ermordet.
- Petr Kien (1919–1944), Künstler und Schriftsteller, ermordet im KZ Auschwitz
- Gideon Klein (1919–1945), Komponist, vermutlich ermordet im KZ Fürstengrube
- Hans Krása (1899–1944), jüdischer Komponist, Verfasser der Kinderoper Brundibár, im KZ Auschwitz ermordet
- Philipp Manes (1875–1944), Pelzhändler und Tagebuchautor, im KZ Auschwitz ermordet
- Wilhelm Mautner (1889–1944), österreichischer Ökonom, im KZ Auschwitz ermordet
- Lina Mosbacher (1872–1942) aus Eschau (Unterfranken). Gestorben ist Lina in Treblinka.
- Pavel Haas (1899–1944), tschechischer Komponist, ermordet in Auschwitz-Birkenau
- Regina Jonas (1902–1944), erste Rabbinerin, November 1942 Theresienstadt, Oktober 1944 Auschwitz, wo sie im Dezember 1944 ermordet wurde
- Karel Poláček (1892–1945), tschechischer Schriftsteller und Journalist, wurde später ins KZ Dachau verlegt, ermordet in Auschwitz
- Gertrud Prager geb. Katzenstein (1894-1944), Ehefrau von Bernhard Prager, in Auschwitz ermordet
- Erich Salomon (1886–1944), deutscher Bildjournalist, ermordet in Auschwitz
- Ilse Weber (1903–1944), Schriftstellerin, ermordet in Auschwitz
- Viktor Ullmann (1898–1944), tschechisch-deutscher Komponist, Dirigent und Pianist, ermordet in Auschwitz-Birkenau

### Weitere Gefangene
- Hans Günther Adler (1910–1988), österreichischer Schriftsteller
- Karel Ančerl (1908–1973), tschechischer Dirigent
- Inge Auerbacher (* 1934), als Kind nach Theresienstadt gebracht (siehe Buch „Ich bin ein Stern“)
- Leo Baeck (1873–1956), Rabbiner, Präsident der Reichsvertretung der Deutschen Juden (1933–1943), 1943 Deportation nach Theresienstadt
- Fritz Benscher (1904–1970), deutscher Schauspieler, Quizmaster, Moderator, Hörspielsprecher und -regisseur
- Josef Beran (1888–1969), Erzbischof von Prag
- Susan Cernyak-Spatz (1922–2019), US-amerikanische Literaturwissenschaftlerin in North Carolina
- Cordelia Edvardson (1929–2012), schwedisch-israelische Journalistin und Schriftstellerin, als Kind nach Theresienstadt gebracht (siehe Buch „Gebranntes Kind sucht das Feuer“)
- Arthur Eichengrün (1867–1949), deutscher Chemiker
- Karel Fleischmann Arzt, Schriftsteller und Maler aus Brno
- Emil Flusser (1888–1942), Mediziner und Autor
- Viktor Frankl (1905–1997), Psychologe, 1942 Theresienstadt, kam 1944 über Auschwitz in das KZ-Außenlager Kaufering VI – Türkheim, ein Außenlager des KZ Dachau, Überlebender
- Max Friediger (1884–1947), dänischer Oberrabbiner und Überlebender des Holocaust
- Margot Friedländer (1921–2025), Überlebende des Holocaust und Zeitzeugin
- Else Fürst (1873 – 1943), jüdische deutsche Bildhauerin und Medailleurin
- Rudolf Gelbard (1930–2018), Sozialdemokrat
- Arthur Goldschmidt (1873–1947), Jurist, Lokalpolitiker und Gründer der evangelischen Gemeinde im KZ Theresienstadt[45]
- Dinah Gottliebová (1923–2009), gehörte zur Gruppe der „Maler von Theresienstadt“, musste später für Mengele in Auschwitz Zigeunerkinder und -frauen porträtieren
- Rolf Grabower (1883–1963), deutscher Professor für Steuerrecht und Richter am Reichsfinanzhof
- Leo Haas (1901–1983), Maler und Grafiker aus Opava, 1939 Inhaftierung im „Juden-KZ“ Nisko, fertigte hunderte Zeichnungen in Theresienstadt und später in Auschwitz, dann Häftling in der Fälscherwerkstatt der „Aktion Bernhard“
- Alice Herz-Sommer (1903–2014), Pianistin und Musikpädagogin, 1943 Theresienstadt, Überlebende
- Miroslav Kárný (1919–2001), tschechischer Historiker und Holocaust-Forscher
- Heinrich Klang (1875–1954), österreichischer Jurist, Professor und Holocaustüberlebender
- Emil Klein (1873–1950), österreichisch-deutscher Mediziner und Begründer des Naturheilverfahrens
- Ruth Klüger (1931–2020), amerikanische Literaturwissenschaftlerin und Schriftstellerin
- Sjaak (Jacques) Kopinsky (1924–2003), holländischer Maler und Bildhauer, der auf dem Transport von Theresienstadt in ein anderes KZ flüchten konnte und von einer deutschen Familie in Bad Brambach bis zum Kriegsende versteckt wurde.
- Karel Kosík (1926–2003), Philosoph und Literaturtheoretiker
- Emil Kronenberg (1864–1954), jüdischer HNO-Arzt, Schriftsteller und Begründer der Bethesda-Klinik in Solingen
- Herbert Lewin (1899–1982), Gynäkologe, Mitgründer und Vorstandsmitglied des Zentralrat Deutscher Juden
- Louis Lowy (1920–1991), deutscher und amerikanischer Sozialwissenschaftler, emigriert nach Boston, Massachusetts, USA
- Herbert Thomas Mandl (1926–2007), jüdischer Musiker und Autor
- Jan Merell (1904–1986), tschechischer Theologe
- František Mořic Nágl (1889–1944), tschechischer Maler
- Margarethe Trude Neumann (1893–1943), Tochter von Theodor Herzl und Mutter von Stefan Theodor Norman Neumann[46]
- Ralph Oppenhejm (1924–2008), dänischer Schriftsteller
- Alfred Philippson (1864–1953), deutscher Geograf, ab 8. Juni 1942 als Jude mit seiner Familie in Theresienstadt. Die Fürsprache von Sven Hedin führte zu seiner Einstufung als „A-Prominent“ und zu Hafterleichterungen der Familie, sodass diese in Theresienstadt überleben konnte. Philippson schrieb in Theresienstadt seine Lebenserinnerungen Wie ich zum Geographen wurde.
- Helga Pollak-Kinsky (1930–2020), österreichische Holocaust-Überlebende, war im KZ Theresienstadt (Zimmer 28 des Mädchenheimes L 410), im KZ Auschwitz und in einem Außenlager des KZ Flossenbürg inhaftiert. Ihr im KZ Theresienstadt verfasstes Tagebuch (Mein Theresienstädter Tagebuch 1943–1944; veröffentlicht 2014) gilt als einzigartiges persönliches und historisches Dokument
- Bernhard Prager (1888-1944), deutscher Fellhändler, dessen ehemaliges Handelshaus seit 2018 als „Lern-und Gedenkort Prager-Haus Apolda“ mit Museum eröffnet wurde.
- Fritz Rathenau (1875–1949), deutscher Politiker
- Siegmund Rotstein (1925–2020), langjähriger Vorsitzender der Jüdischen Gemeinde Chemnitz, Ehrenbürger von Chemnitz
- Zuzana Růžičková (1927–2017), tschechische Cembalistin, überlebte folgend in den KZ Auschwitz, Neuengamme und Bergen-Belsen, ihr Vater und die Großeltern starben in Theresienstadt.
- Bernard Samuels (1872–1944), niederländischer Musiker und Erfinder
- Rafael Schächter (1905–1944/1945), tschechoslowakischer Pianist, Komponist und Dirigent
- Else von Schlitz (1882–1968), deutsche Witwe eines Rittergutsbesitzers
- Coco Schumann (1924–2018), deutscher Jazzmusiker und Gitarrist
- Walter Serner (1889–1942), Essayist, Schriftsteller und Dadaist, nach Minsk deportiert, ermordet
- Shlomo Selinger (* 1928), israelisch/französischer Bildhauer
- Magda Spiegel (1887–1944), deutsche Konzert- und Opernsängerin, ermordet in Auschwitz
- Artur Stein (1871–1950), österreichisch-tschechischer Althistoriker
- Gerty Spies (1897–1997), deutsche Schriftstellerin
- Hans Winterberg (1901–1991), tschechisch-deutscher Komponist, jüdischer Herkunft

## NS-Täter

### Kommandanten
- Siegfried Seidl (1911–1947), SS-Hauptsturmführer, Lagerkommandant von November 1941 bis Juli 1943, 1947 hingerichtet
- Anton Burger (1911–1991), SS-Obersturmführer, Lagerkommandant von Juli 1943 bis Februar 1944, in Abwesenheit zum Tode verurteilt, lebte bis zu seinem Tode im Jahr 1991 unerkannt in Deutschland
- Karl Rahm (1907–1947), SS-Sturmbannführer, Lagerkommandant von Februar 1944 bis Mai 1945, 1947 hingerichtet
- Wilhelm Schmidt, stellvertretender Kommandant, am 12. November 1946 verurteilt und hingerichtet

### Aufseher
- Rudolf Burian, Aufseher, 1946 hingerichtet
- Heinrich Jöckel (1898–1946), SS-Hauptsturmführer, Kommandant, 1946 hingerichtet
- Anton Malloth (1912–2002), Aufseher, 2001 vom Landgericht München wegen Ermordung eines Häftlings zu lebenslanger Haft verurteilt
- Albert Neubauer, Aufseher, 1946 hingerichtet
- Stefan Rojko, Aufseher, 1963 vom Landesgericht Graz zu lebenslanger Haft wegen Tötung und Misshandlung mit Todesfolge von politischen Häftlingen und Juden verurteilt
- Julius Viel, in den sogenannten Ravensburger Kriegsverbrecherprozessen zu 12 Jahren Haft verurteilt
- Kurt Wachholz (1909–1969), Aufseher, vom Ostberliner Stadtgericht 1968 wegen Tötung von über 300 Häftlingen durch Erschlagen, Tottreten, Steinigen, Ertränken und der Teilnahme an der Erschießung von mindestens 183 Menschen in über 25 Erschießungsaktionen zum Tode verurteilt und hingerichtet.[47]
- Rudolf Haindl, SS-Scharführer und Vertreter des Lagerinspekteurs im Ghetto Theresienstadt. Er wurde 1948 zum Tode verurteilt und hingerichtet.[48]

Flüchtlingsausweis des Eidgenössischen Justiz- und Polizeidepartements, ausgestellt am 26. Oktober 1945

### Erinnerungen und Erlebnisberichte
- Ralph Oppenhejm: An der Grenze des Lebens. Theresienstädter Tagebuch. Rütten & Loening, Hamburg 1961.
- Hana Volavková (Red.): Hier fliegen keine Schmetterlinge. Kinderzeichnungen und Gedichte aus Theresienstadt 1942–1944. Jugenddienst, Wuppertal 1962.
- Leo Haas: Terezín/Theresienstadt. Eulenspiegel-Verlag Berlin 1971, 24 Tafeln, DNB 57624757X.
- Dorothea Stanić (Hrsg.): Kinder im KZ: … und draußen blühen Blumen. Elefanten-Press, Berlin 1982, ISBN 3-88520-021-X.
- Gerty Spies: Tagebuchfragment aus Theresienstadt. In: Drei Jahre in Theresienstadt. Christian Kaiser, München 1984, ISBN 3-459-01571-3, S. 98–113.
- Bedřich Fritta: Für Tommy zum dritten Geburtstag in Theresienstadt, 22. Januar 1944. Pfullingen 1985 (Bilderbuch), ISBN 3-7885-0269-X.
- Ilse Weber: In deinen Mauern wohnt das Leid. Gedichte aus dem KZ Theresienstadt. Bleicher, Gerlingen 1991, ISBN 3-88350-718-0.
- Marie Ruth Krizkova, Kurt Jiri Kotouc, Zdenek Ornest (Hrsg.): Ist meine Heimat der Ghettowall? Gedichte, Prosa und Zeichnungen der Kinder von Theresienstadt. Werner Dausien, Hanau 1995, ISBN 3-7684-1356-X.
- Alfred Philippson: Wie ich zum Geographen wurde. Bonn 1996, ISBN 3-416-02620-9 (geschrieben 1942).
- Rudolf M. Wlaschek (Hrsg.): Kunst und Kultur in Theresienstadt. Eine Dokumentation in Bildern. Bleicher, Gerlingen 2001, ISBN 3-88350-052-6.
- Hans Munk: Theresienstadt in Bildern und Reimen. Hrsg. Peter Munk. Hartung-Gorre, Konstanz 2004, ISBN 3-89649-920-3 (auch ins Englische übersetzt).
- Helga Hošková-Weissová: Zeichne, was du siehst. Zeichnungen eines Kindes aus Theresienstadt. Wallstein, Göttingen 2004, ISBN 3-89244-783-7.
- Philipp Manes: Als ob’s ein Leben wär. Tatsachenbericht Theresienstadt 1942 bis 1944. Hrsg. Ben Barkow, Klaus Leist. Ullstein, Berlin 2005, ISBN 3-550-07610-X.
- Eva Mändl Roubičková: „Langsam gewöhnen wir uns an das Ghettoleben“. Ein Tagebuch aus Theresienstadt [1941–1945], Hrsg. Veronika Springmann. Konkret Literatur Verlag, Hamburg 2007, ISBN 978-3-89458-255-5.
- Ilse Weber: Wann wohl das Leid ein Ende hat. Briefe und Gedichte aus Theresienstadt. Hrsg. Ulrike Migdal. Hanser, München 2008, ISBN 978-3-446-23050-7.
- Thomas Freitag: Brundibár – Der Weg durchs Feuer. Regia, Cottbus 2009, ISBN 978-3-86929-013-3.
- Camilla Hirsch: Tagebuch aus Theresienstadt. Hrsg. Beit Theresienstadt. Mandelbaum Verlag, Wien 2017, ISBN 978-3-85476-498-4.
- Arie Goral-Sternheim: KZ-Transit Theresienstadt: Bilder und Dokumente aus Ghettos und Lagern. Jüdisches Museum Rendsburg. DNB 944375952.
- Martha Glass: Theresienstädter Tagebücher 1943–1945, veröffentlicht in: Hamburger Schlüsseldokumente zur deutsch-jüdischen Geschichte, https://juedische-geschichte-online.net/quelle/jgo:source-217.
- Inge Auerbacher: Ich bin ein Stern. Beltz & Gelberg, Weinheim 2005, ISBN 3-407-78136-9.
- Liesel Binzer: Ich prägte mein Leben in – wegen – trotz Theresienstadt. Hentrich & Hentrich, Berlin 2017, ISBN 978-3-95565-212-8.
- Edith Erbrich: Ich hab' das Lachen nicht verlernt. Ihre Lebensgeschichte – aufgezeichnet von Peter Holle edition momos, Neu-Isenburg 2014, ISBN 978-3-930578-26-9.
- Jana Renée Friesová: Festung meiner Jugend, Vitalis Verlag, Prag 2005, ISBN 3-89919-027-0.
- Resi Weglein: Als Krankenschwester im KZ Theresienstadt, Silberburg Verlag 1990, ISBN 978-3-925344-34-3.

### Monographien und Beiträge
- Hans Günther Adler: Theresienstadt 1941–1945. Das Antlitz einer Zwangsgemeinschaft. Nachwort Jeremy Adler. Wallstein, Göttingen 2005, ISBN 3-89244-694-6 (Reprint der 2. verb. Auflage Mohr-Siebeck, Tübingen 1960. 1. Aufl. ebd. 1955). Wieder WBG 2012.
- Rat der jüdischen Gemeinden in Böhmen und Mähren: Theresienstadt. Aus dem Englischen übertragen von Walter Hacker. Europa-Verlag, Wien 1968.
- Mary Seinhauser, Dokumentationsarchiv des österreichischen Widerstandes (Hrsg.): Totenbuch Theresienstadt – damit sie nicht vergessen werden. Junius Verlag, Wien 1987, ISBN 3-900370-91-5.
- Wolf H. Wagner: Der Hölle entronnen. Stationen eines Lebens. Eine Biografie des Malers und Graphikers Leo Haas. Henschel Verlag, Berlin, 1987, Seite 66–101, ISBN 3-362-00147-5.
- Peter Finkelgruen: Haus Deutschland oder Die Geschichte eines ungesühnten Mordes. Rowohlt, Reinbek 1994, ISBN 3-499-19610-7.
- Ralph Giordano: Kinderzeichnungen aus dem KZ Theresienstadt. In: Ich bin angenagelt an dieses Land. Reden und Aufsätze über die deutsche Vergangenheit und Gegenwart. Knaur-TB 80024, Droemer Knaur, München 1994, ISBN 3-426-80024-1, S. 181–189.
- Henry Friedlaender: Der Weg zum NS-Genozid. Von der Euthanasie zur Endlösung. Berlin Verlag, Berlin 1995, ISBN 3-8270-0265-6 (im entsprechenden Absatz geht er auf die Funktion des Heimkaufvertrags bei Theresienstadt ein).
- Raul Hilberg: Die Vernichtung der europäischen Juden. Fischer, Frankfurt/M. 1999, ISBN 3-596-10612-5.
- Axel Feuß: Theresienstadt-Konvolut. Dölling und Gallitz Verlag, Hamburg 2002, ISBN 3-935549-22-9 (Enthält 92 Biographien und Fotografien von internierten jüdischen „Prominenten“ sowie 64 Aquarelle und Zeichnungen, die im Ghetto entstanden sind. Überliefert durch Käthe Starke, ab 1943 Häftling und nach der Befreiung Besitzerin der Dokumente. Informationen zu den „Prominentenhäusern“.)
- Hannelore Brenner-Wonschick: Die Mädchen von Zimmer 28. Freundschaft, Hoffnung und Überleben in Theresienstadt, Droemer Verlag, München 2004, ISBN 3-426-27331-4.
- Alfred Gottwald, Diana Schulle: Die Judendeportationen aus dem deutschen Reich von 1941–1945. Marix, 2005, ISBN 978-3-86539-059-2 (Daten der meisten „Judentransporte“ aus dem „Großdeutschen Reich“ werden zusammengestellt und kommentiert.)
- Eva Erben: Mich hat man vergessen – Erinnerungen eines jüdischen Mädchens. Beltz & Gelberg, Weinheim 2005, ISBN 3-407-78956-4.
- Jana Renée Friesová: Festung meiner Jugend. Vitalis Verlag, Prag 2005, ISBN 3-89919-027-0.
- Jehuda Huppert, Hana Drori: Theresienstadt-Ein Wegweiser. Vitalis Verlag, Prag 2005, ISBN 3-89919-089-0.
- Kathy Kacer: Die Kinder aus Theresienstadt. Ravensburger Verlag, Ravensburg 2005, ISBN 3-473-54253-9.
- Inge Auerbacher: Ich bin ein Stern. Beltz & Gelberg, Weinheim 2005, ISBN 3-407-78136-9.
- Stefan Bamberg: Holocaust und Lebenslauf. Autobiografisch-narrative Interviews mit Überlebenden des Konzentrationslagers Theresienstadt. Dissertation, Universität Heidelberg 2007 (Volltext).
- Herbert Thomas Mandl Spuren nach Theresienstadt / Tracks to Terezín (Interview: Herbert Gantschacher; Kamera: Robert Schabus; Schnitt und Gestaltung: Erich Heyduck / DVD deutsch / englisch; ARBOS, Wien-Salzburg-Klagenfurt 2007)
- Max Mannheimer: Spätes Tagebuch. Pendo Verlag, Zürich 2007, ISBN 978-3-86612-069-3.
- Ernst Heimes: Mirjam Ghettokind. Schauspiel über das Ghetto Theresienstadt und die Kinderoper 'Brundibár. Frankfurt a. M.: Brandes und Apsel, 2011. ISBN 978-3-86099-712-3.
- Margot Kleinberger: Transportnummer VIII/1 387 hat überlebt. Als Kind in Theresienstadt. Droste Verlag, Düsseldorf 2009, ISBN 978-3-7700-1334-0. Taschenbuchausgabe im Piper Verlag, München 2011, ISBN 978-3-492-26412-9.
- Uta Fischer, Roland Wildberg: Theresienstadt. Eine Zeitreise. Wildfisch, Berlin 2011, ISBN 978-3-9813205-1-0.
- Wolfgang Benz: Theresienstadt: Eine Geschichte von Täuschung und Vernichtung, C.H. Beck., München, 2013. Inhaltsverzeichnis. 281 Seiten. ISBN 978-3-406-64549-5.
- Anna Goldenberg: KZ Theresienstadt. Das Leben danach. In ZEITmagazin, 12. Dezember 2013 Nr. 51. (auch online. Die Großmutter und die Großtante der Autorin waren als Kinder im KZ Theresienstadt inhaftiert. Jetzt sind die drei erstmals gemeinsam an den Ort gefahren.)
- Matteo Corradini: Im Ghetto gibt es keine Schmetterlinge. Aus dem Italienischen von Ingrid Ickler. CBJ Verlag, München 2017, ISBN 978-3-570-40355-6.
- Anna Hájková: The Last Ghetto. An Everyday History of Theresienstadt. Oxford University Press, Oxford 2020, ISBN 978-0-19-005177-8.
- H. G. Adler: Theresienstadt. Das Antlitz einer Zwangsgemeinschaft 1941–1945. 1. Aufl. 1955. Wallstein-Verlag, Göttingen 2005, ISBN 3-89244-694-6. (Leseprobe)
- Wolfgang Benz: Theresienstadt: Eine Geschichte von Täuschung und Vernichtung. C. H. Beck, München 2013, ISBN 978-3-406-64549-5 Inhaltsverzeichnis.
- Wolfgang Benz: Als Blinder in Theresienstadt. Der Münchner Schriftsteller Norbert Stern. (=  Jüdische Miniaturen. Bd. 201). Hentrich & Hentrich, Berlin 2017, ISBN 978-3-95565-195-4.
- Hannelore Brenner-Wonschick: Die Mädchen von Zimmer 28. Freundschaft, Hoffnung und Überleben in Theresienstadt, Droemer Verlag, München 2004, ISBN 3-426-27331-4.
- Ludmilla Chládková: Das Ghetto Theresienstadt, Verlag Nase Vojsko, Terezín, 1995
- Axel Feuß: Das Theresienstadt-Konvolut, Dölling und Gallitz Verlag, Hamburg 2002, ISBN 3-935549-22-9 (Enthält 92 Biographien und Fotografien von internierten jüdischen „Prominenten“ sowie 64 Aquarelle und Zeichnungen, die im Ghetto entstanden sind. Überliefert durch Käthe Starke, ab 1943 Häftling und nach der Befreiung Besitzerin der Dokumente. Informationen zu den „Prominentenhäusern“; siehe auch unten unter Weblinks).
- Anna Hájková: The Last Ghetto. An Everyday History of Theresienstadt, Oxford University Press, Oxford 2020, ISBN 978-0-19-005177-8.
- Raul Hilberg: Die Vernichtung der europäischen Juden. Fischer, Frankfurt am Main 1999, ISBN 3-596-10611-7 (Band 1) u. 3-596-10612-5 (Band 2).
- Jehuda Huppert, Hana Drori: Theresienstadt – Ein Wegweiser. Vitalis Verlag, Prag 2005, ISBN 3-89919-089-0.
- Kathy Kacer: Die Kinder aus Theresienstadt. Ravensburger Verlag, Ravensburg 2005, ISBN 3-473-54253-9.
- Elena Makarova, Sergei Makarov & Victor Kuperman: University Over The Abyss. The story behind 520 lecturers and 2,430 lectures in KZ Theresienstadt 1942–1944. Verba Publishers, Jerusalem 2000, ISBN 965-424-035-1.
- Anna Hájková: Die Juden aus den Niederlanden im Ghetto Theresienstadt, 1943–1945 (Magisterarbeit TU Berlin 2006, digitalisiertes Manuskript, pdf zum Download in: Digital Collections, Center for Jewish History)

### Jahrbuch
- Stiftung Theresienstädter Initiative (Hrsg.): Theresienstädter Studien und Dokumente. Sefer, Prag, 1. Jg. (1994) ff. Digitalisate

## Filme
- Karel Margry: „Das Konzentrationslager als Idylle: „Theresienstadt“ – Ein Dokumentarfilm aus dem jüdischen Siedlungsgebiet“ (Memento vom 27. April 2013 im Internet Archive)
- Kurt Gerron: Theresienstadt – Ein Dokumentarfilm aus dem jüdischen Siedlungsgebiet (Memento vom 22. Februar 2013 im Internet Archive)
- Claude Lanzmann: Un vivant qui passe. Auschwitz 1943 – Theresienstadt 1944 (dt. Ein Lebender kommt vorbei), Frankreich 1997 (Memento vom 29. Juli 2007 im Internet Archive)
- Karel Margry: Das Konzentrationslager als Idylle: „Theresienstadt“ – Ein Dokumentarfilm aus dem jüdischen Siedlungsgebiet. Filmbesprechung. In: Fritz-Bauer-Institut (Hrsg.): Auschwitz: Geschichte, Rezeption und Wirkung. Campus-Verlag, 1996, ISBN 3-593-35441-1, S. 319 ff. (Volltext (Memento vom 27. April 2013 im Internet Archive) [abgerufen am 18. November 2020]).
- 1997: Diese Tage in Terezín, Regie: Sibylle Schönemann
- Film Theresienstadt – Ein Dokumentarfilm aus dem jüdischen Siedlungsgebiet (Memento vom 22. Februar 2013 im Internet Archive)
- 2004: Edith Kraus, Pianistin, Theresienstadt. Regie: Katja Sindemann (ORF)
- 2012: Enjoy the Music. Die Pianistin Edith Kraus, Regie: Marita Barthel-Rösing und Wilhelm Rösing
- 2013: Claude Lanzmann: Der letzte der Ungerechten (Le Dernier des Injustes), knapp vierstündiger Interviewfilm mit Benjamin Murmelstein, letzter sogenannter Judenältester im Ghetto Theresienstadt

## Radiobeiträge
- Das Ghetto Theresienstadt – Das Vorzeige-KZ der Nazis. Ein Podcastbeitrag des Radiosender Bayern 2 aus der Reihe radioWissen vom 7. November 2011 auf Podcast.de
- Schreiben im Untergrund - Das Jugendmagazin „Vedem“ in Theresienstadt. Radiofeature von Jannis Funk und Jakob Schmidt (Radio Bremen/WDR/DLF 2024)

## Musik
- Terezín / Theresienstadt. Mit Anne Sofie von Otter, Christian Gerhaher, Bengt Forsberg, Daniel Hope (Violine) u. a., Deutsche Grammophon 2007, CD 002894776546, Besprechung des Hessischen Rundfunks (Memento vom 30. Juni 2007 im Webarchiv archive.today)
- «Terezin Chamber Music Foundation»
- Liebe (in Theresienstadt). Nach dem Gedicht Liebe von Dagmar Hilarová. Für Sopran, Gitarre und Oboe. Mit: Judith Schubert, Jörg Hoffmann und Burkhard Weber. Zuerst veröffentlicht auf der CD ohne anzuklopfen von Axel Reitel & collegium novum am 15. Mai 2000[49]